# Biserica de lemn din Crasna din Vale

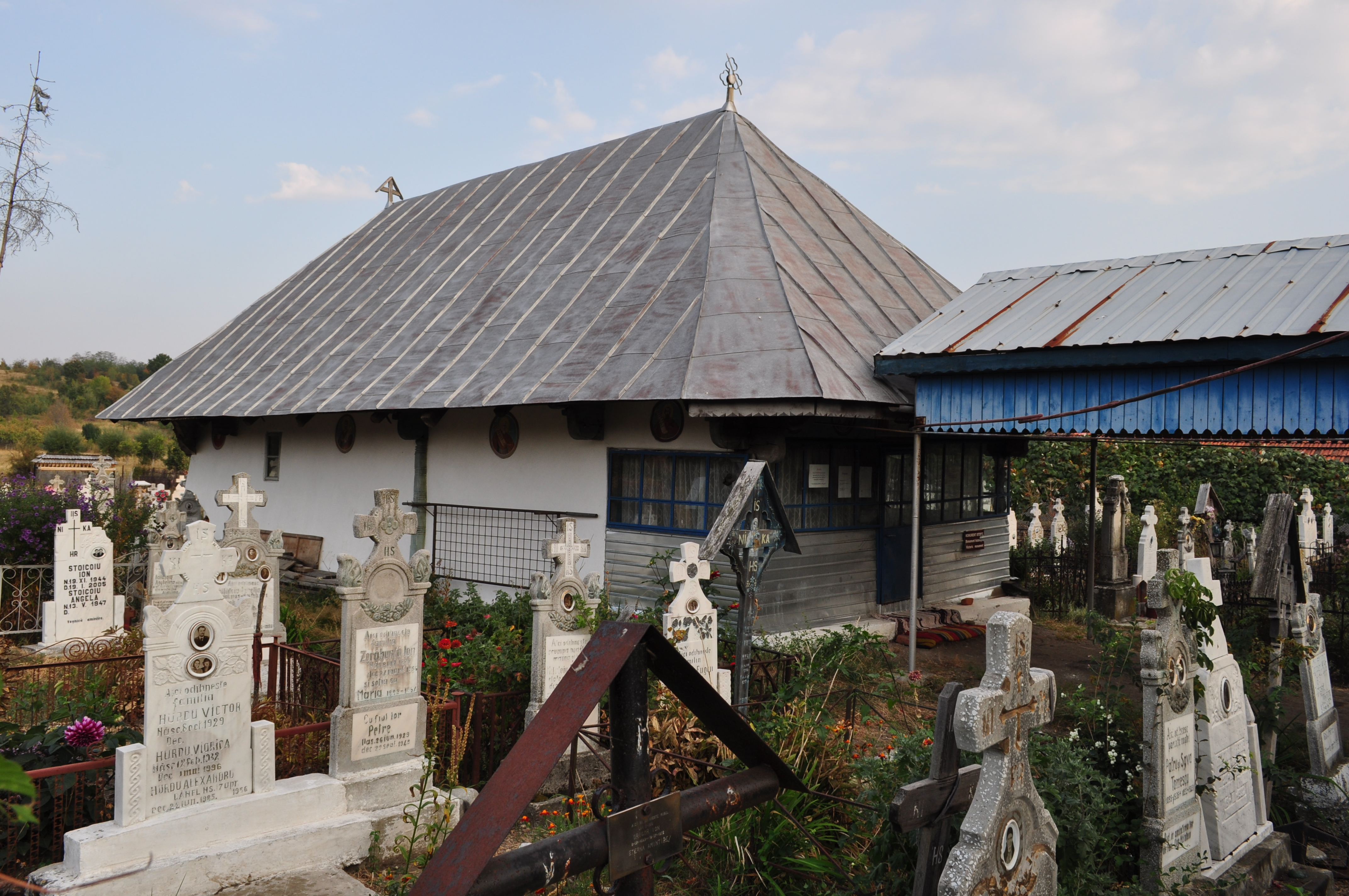
Biserica de lemn „Adormirea Maicii Domnului” din Crasna din Vale, comuna Crasna, județul Gorj, foto. septembrie 2011.

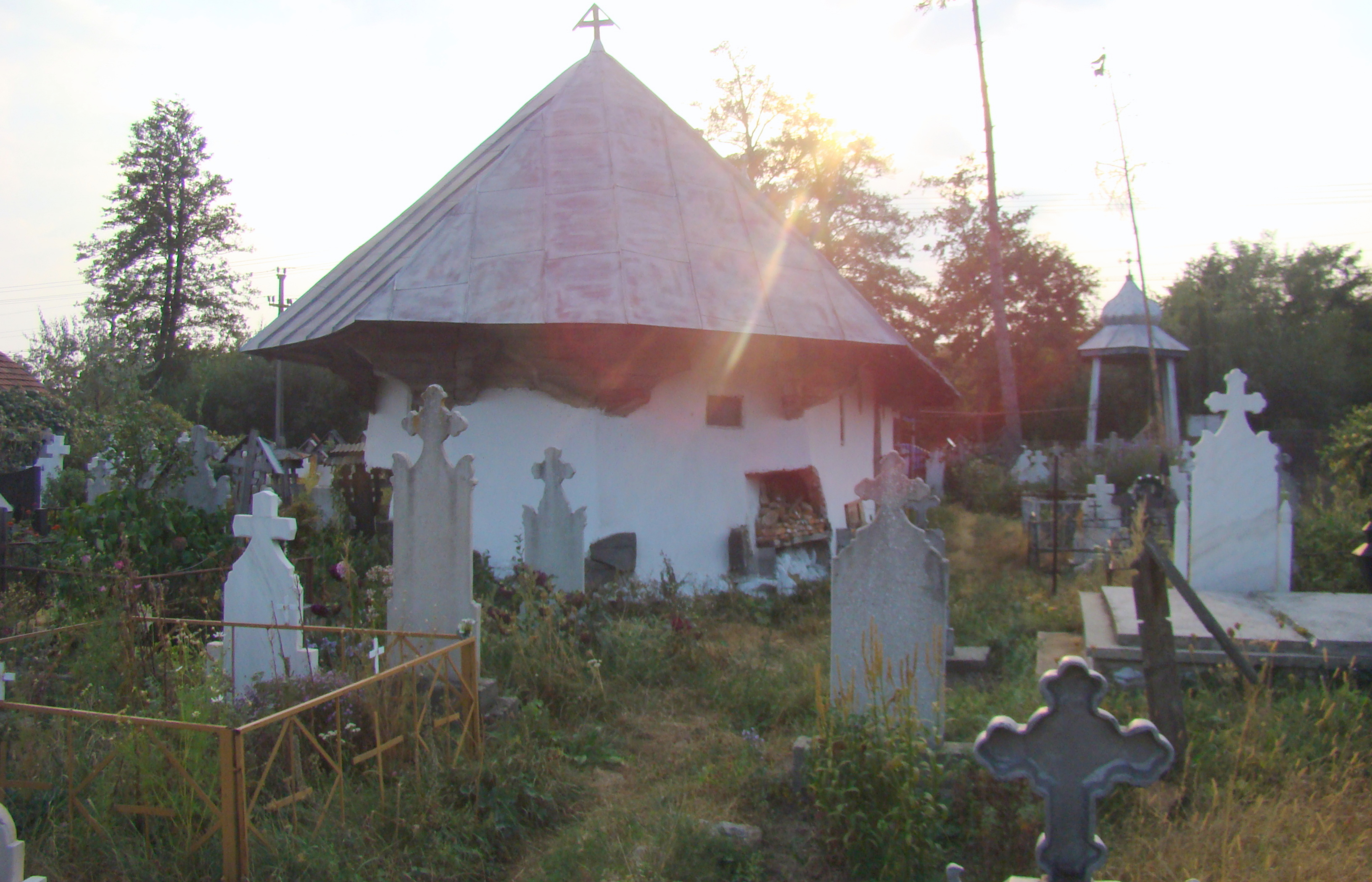
Biserica de lemn „Adormirea Maicii Domnului” din Crasna din Vale, comuna Crasna, județul Gorj, foto. septembrie 2011.

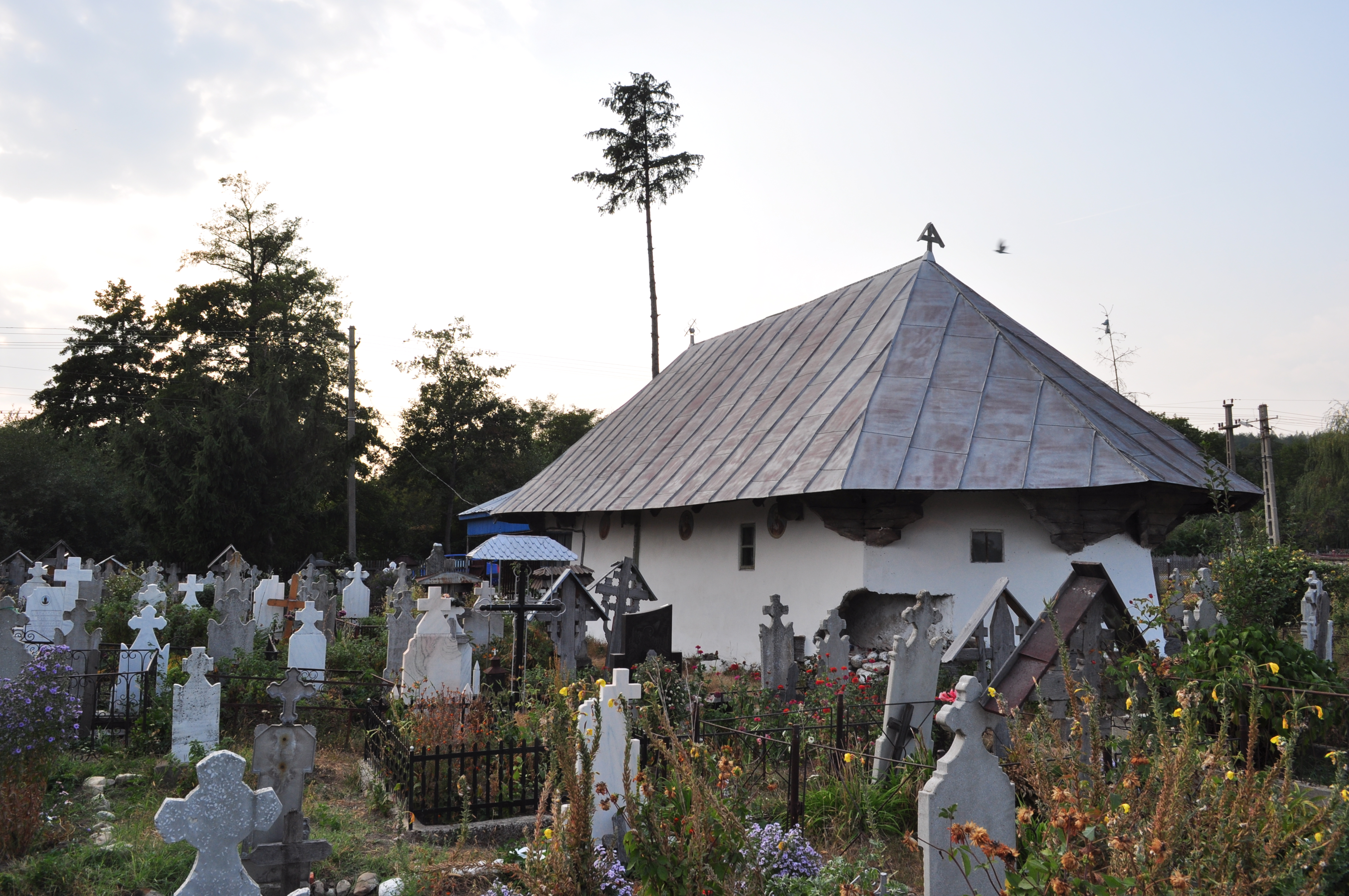
Biserica (sud-est)

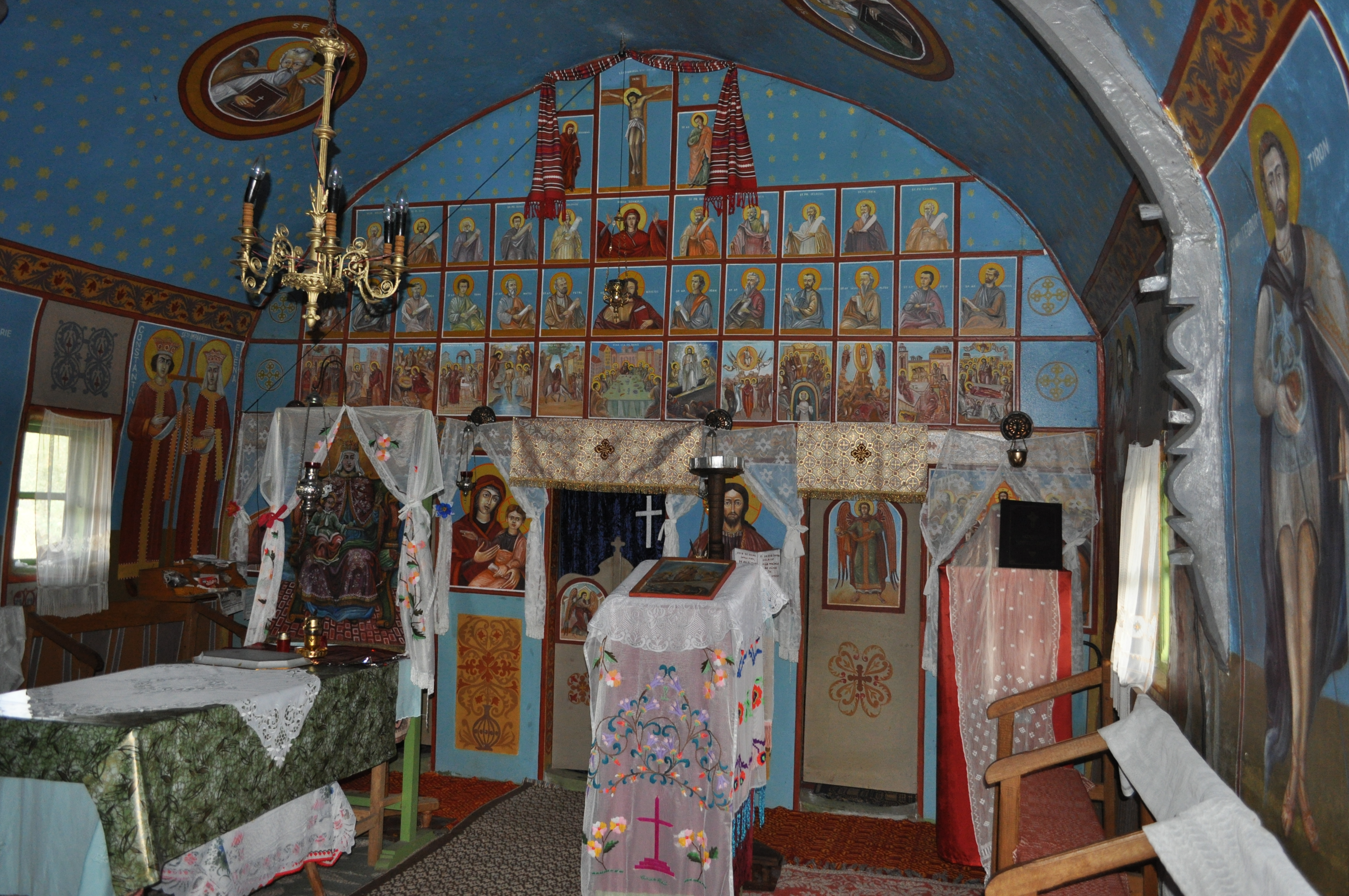
Interiorul navei

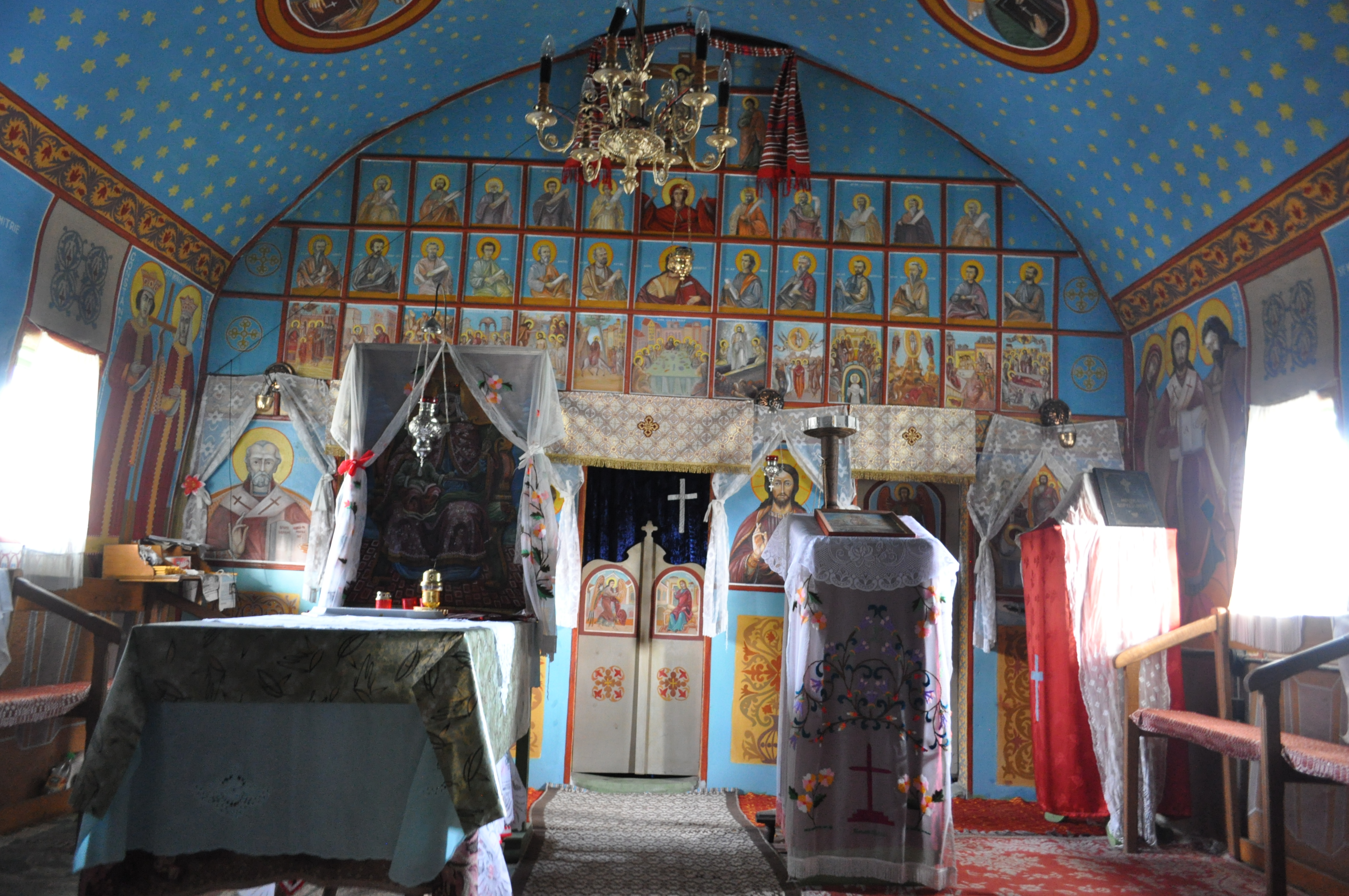
Iconostasul

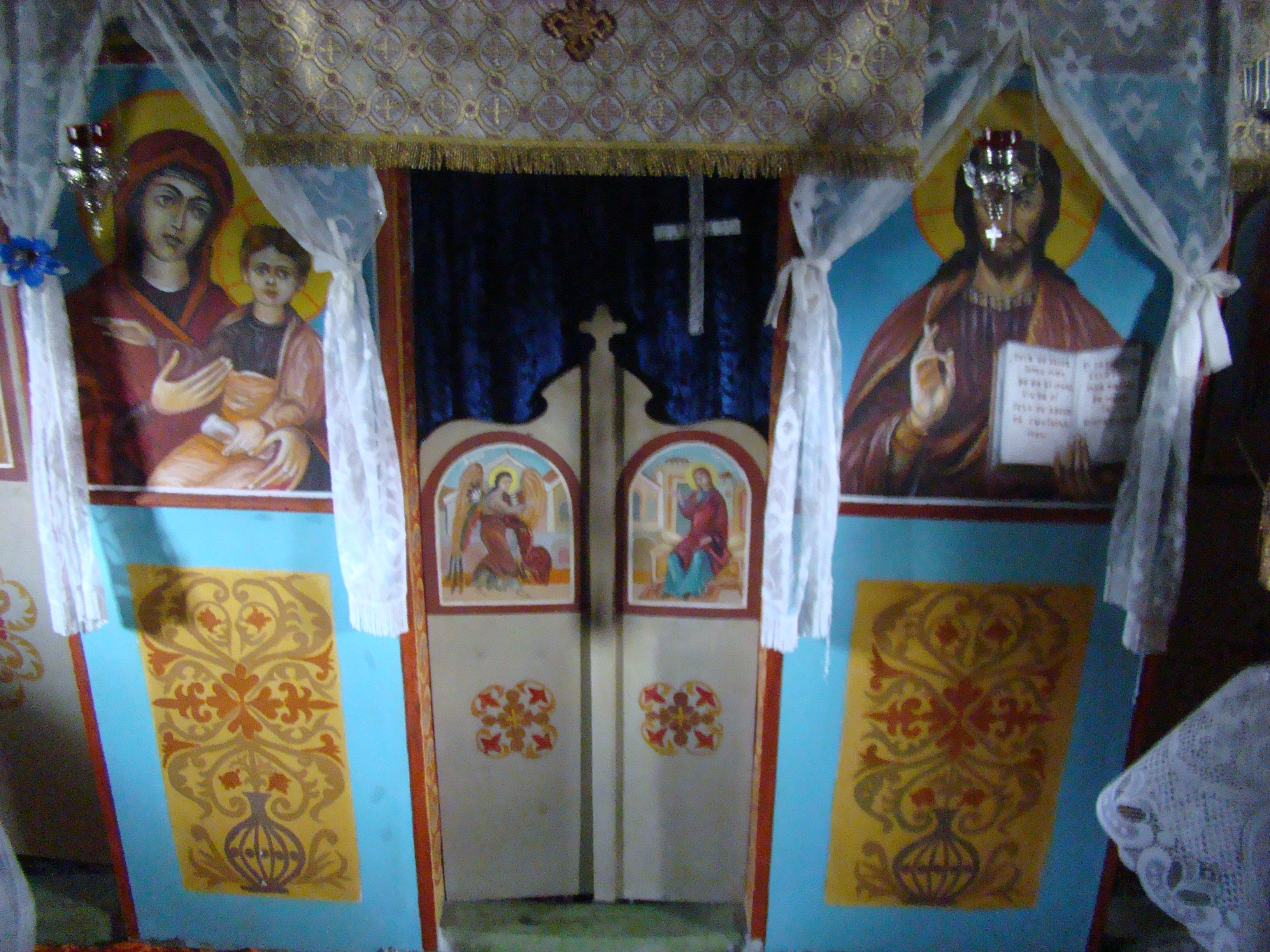
Icoanele și ușile împărătești

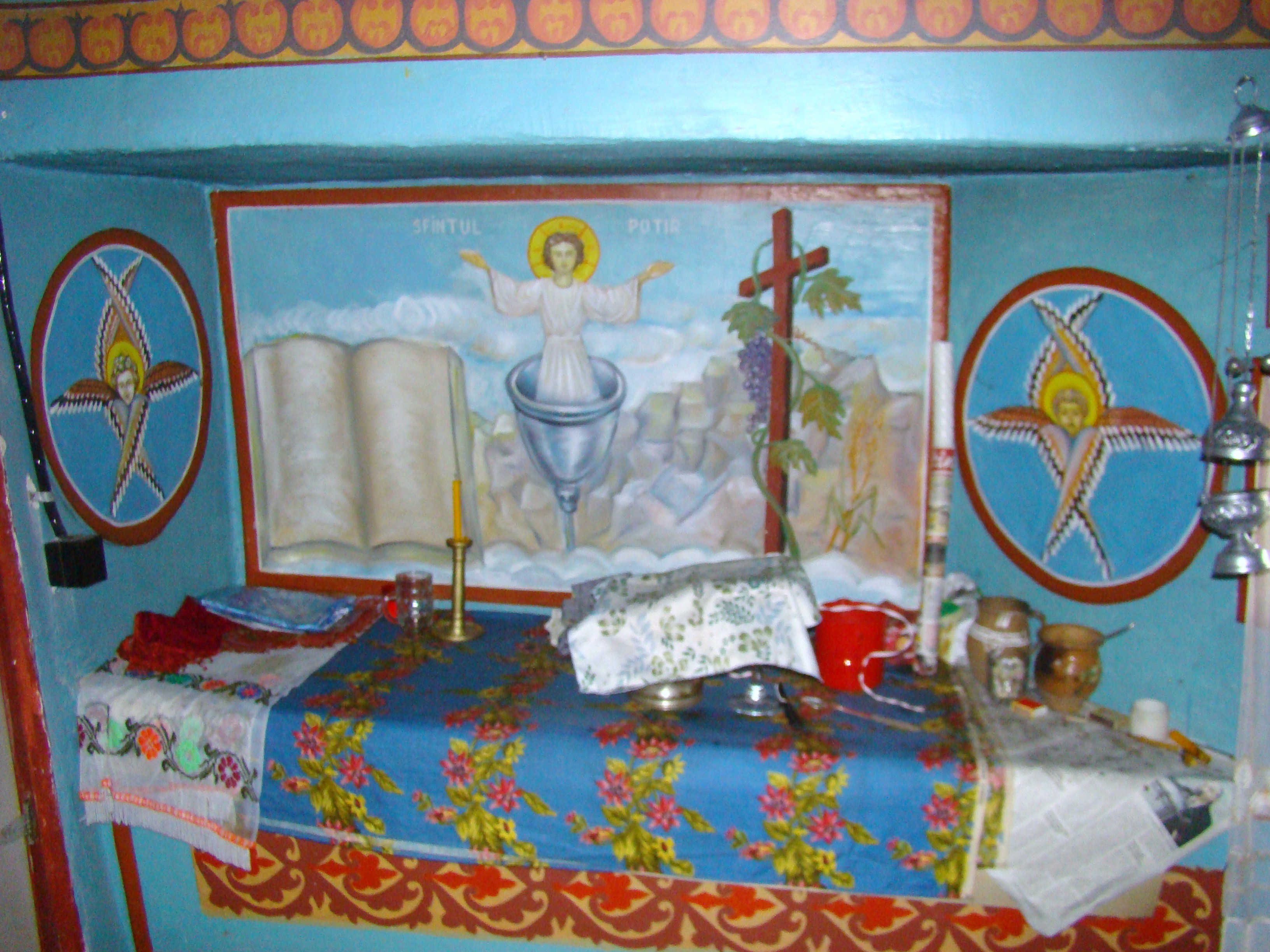
Proscomidiar

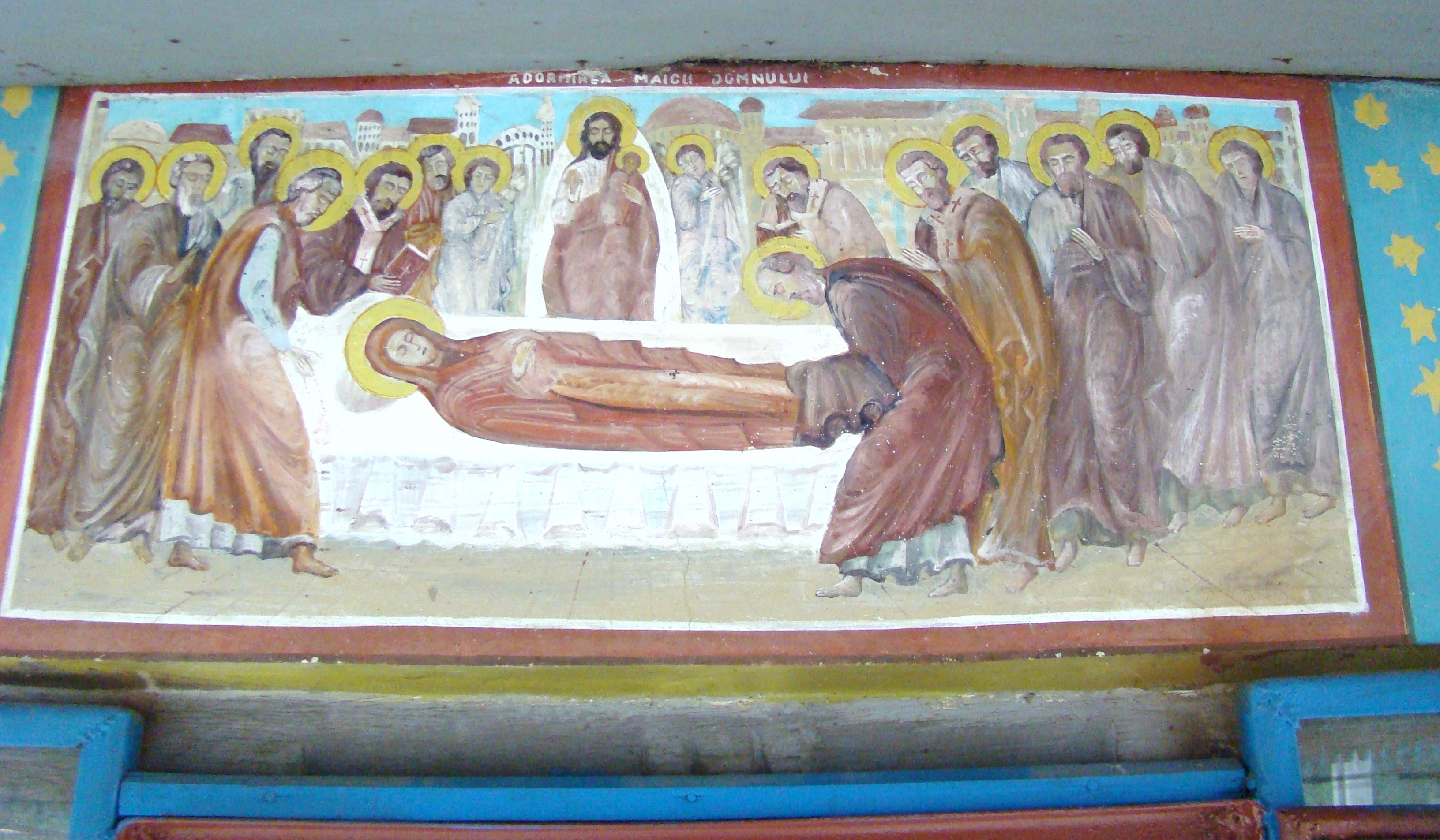
Adormirea Maicii Domnului

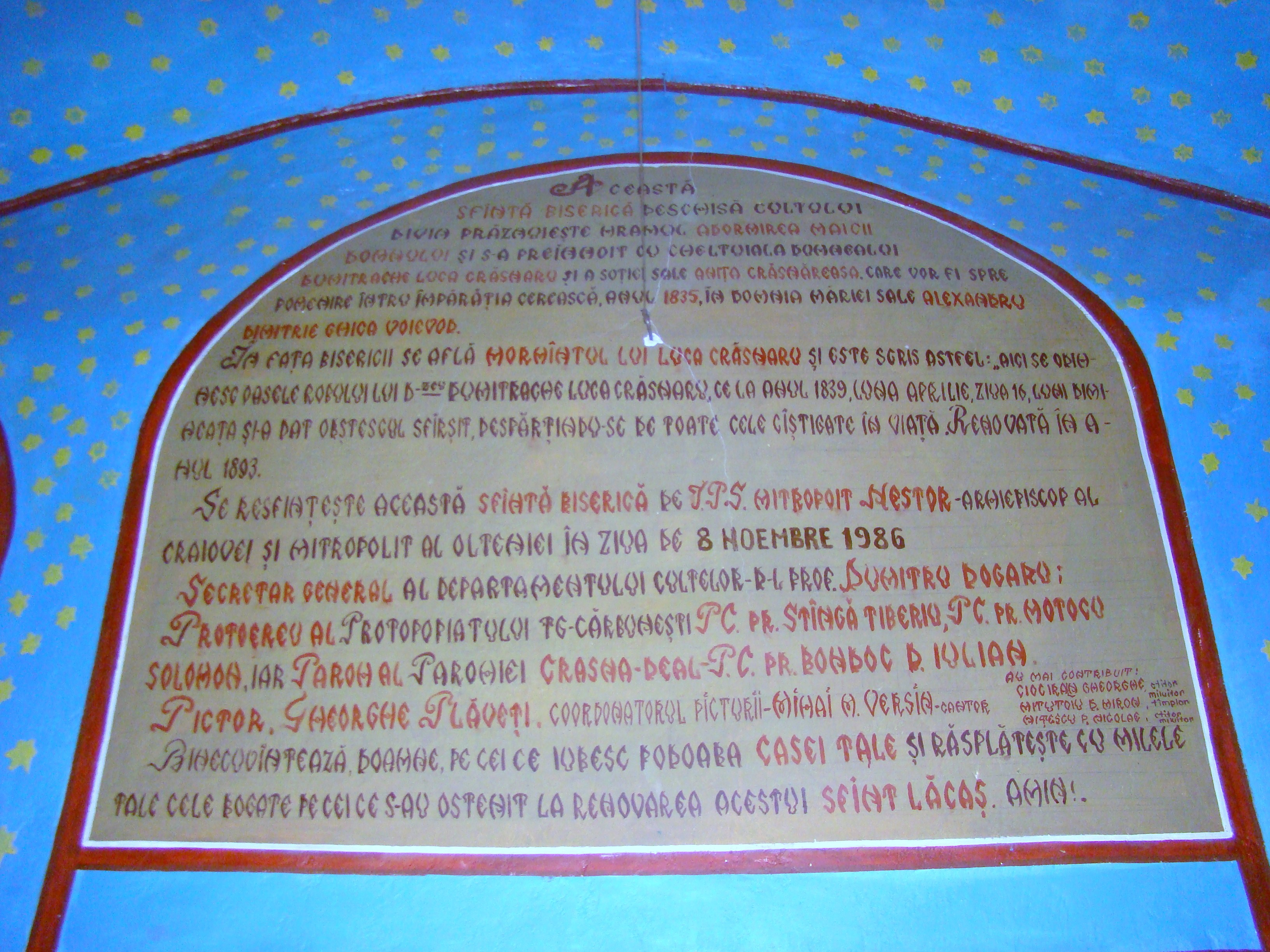
Pisanie

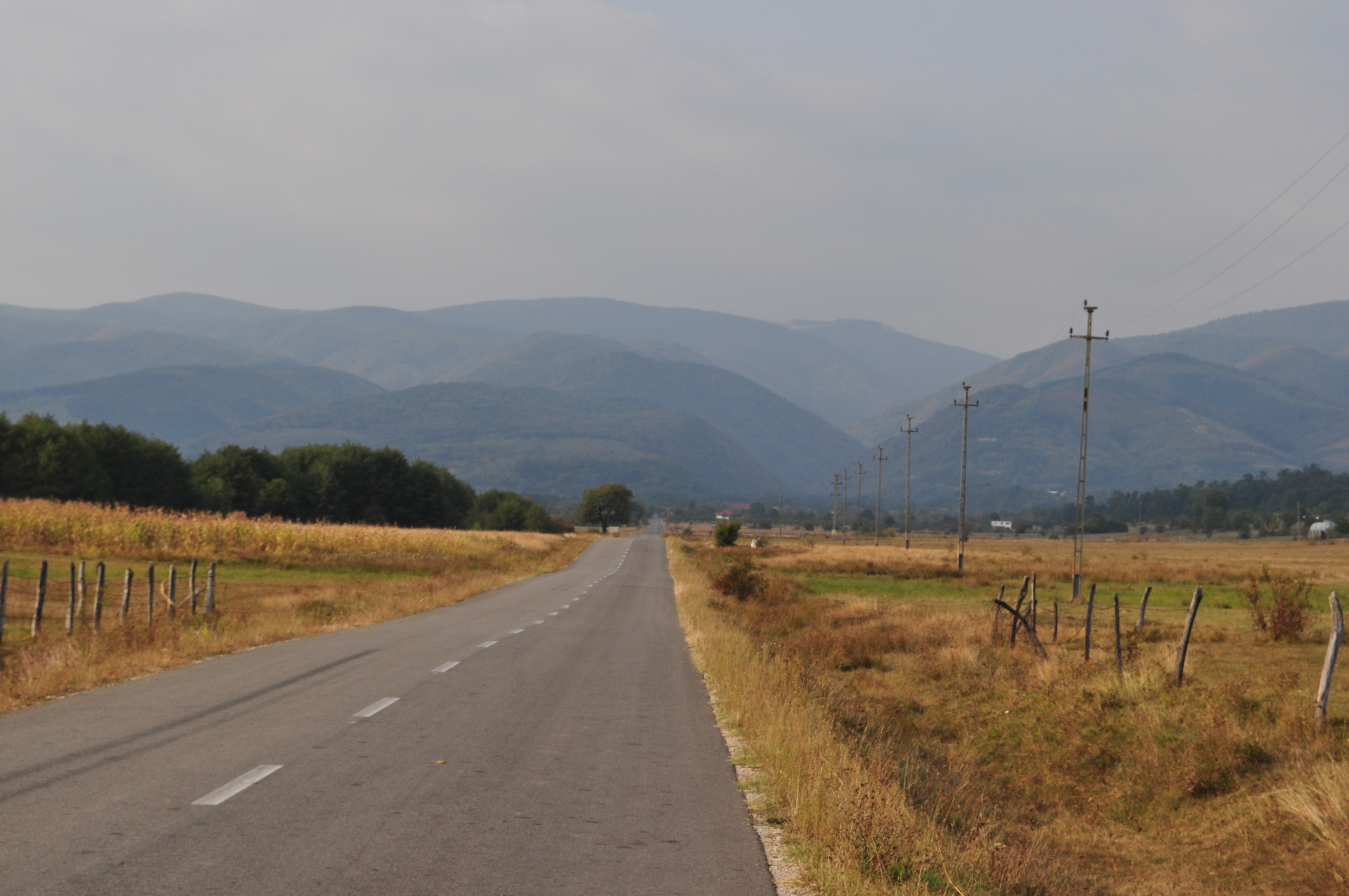
Împrejurimi

Biserica de lemn din Crasna din Vale, comuna Crasna, județul Gorj, a fost construită în secolul XVIII (1768). Are hramul „Adormirea Maicii Domnului”. Biserica se află pe noua listă a monumentelor istorice sub codul LMI:  GJ-II-m-B-09291.

## Istoric și trăsături
Biserica este așezată în mijlocul satului, în apropierea râului Blahnița.  A fost ridicată de boierii Crăsnaru, pe la 1768, iar urmașii acestuia i-au purtat, ulterior, de grijă, după cum arată și pisania: „Această sfântă biserică care prăznuește hramul Adormirii Maicii Domnului s-au prenoit și zugrăvit cu cheltuiala dumnealui Dumitrache Luca și a soției dumisale Anița Crăsnăreasa, care vor fi spre pomenire întru împărăția cerului, anul 1835, în domnia Măriei Sale Alexandru Dimitrie Ghica voievod, zugrav popa Dumitru”. Ctitorul acestei renovări, Luca Dumitrache Crăsnaru, are mormântul în fața bisericii. Lucrări de reparații au mai avut loc în anii 1876, 1906, cele din urmă, din anii 1986-1987, având un efect foarte dăunător pentru înfățișarea lăcașului.
Pereții, așezați pe o temelie de piatră, înfățișează un plan dreptunghiular, cu absida altarului poligonală, decroșată doar în partea de jos, pentru obținerea proscomidiei și diaconiconului. Se remarcă consolele uriașe, crestate cu profil în val, și cosoroabele alcătuite din două grinzi, cea de lângă pereți fiind ornamentată cu chenar în zimți.
Elevația interiorului cuprinde o boltă în leagăn peste navă, susținută, pe centrul naosului, de un arc pe console; altarul este acoperit de o boltă semicilindrică, intersectată de fâșii curbe.
Acoperișul tradițional din șiță a fost învelit în tablă, situație repetată și la clopotnița separată, pe piloni, uniți jos printr-un pălimar. 
Pereții sunt tencuiți la interior și la exterior, fiind distrusă astfel pictura de la 1835 a lui popa Dumitru. Pictura nouă, care acoperă pereții la interior, a fost realizată în anul 1987 de pictorul Gheorghe Plevat.
În pod s-au mai păstrat opt icoane din vechea tâmplă, iar o icoană a Maicii Domnului Hodighitria a ajuns la Craiova, fiind probabil opera lui Sandu zugravul.

## Imagini din exterior

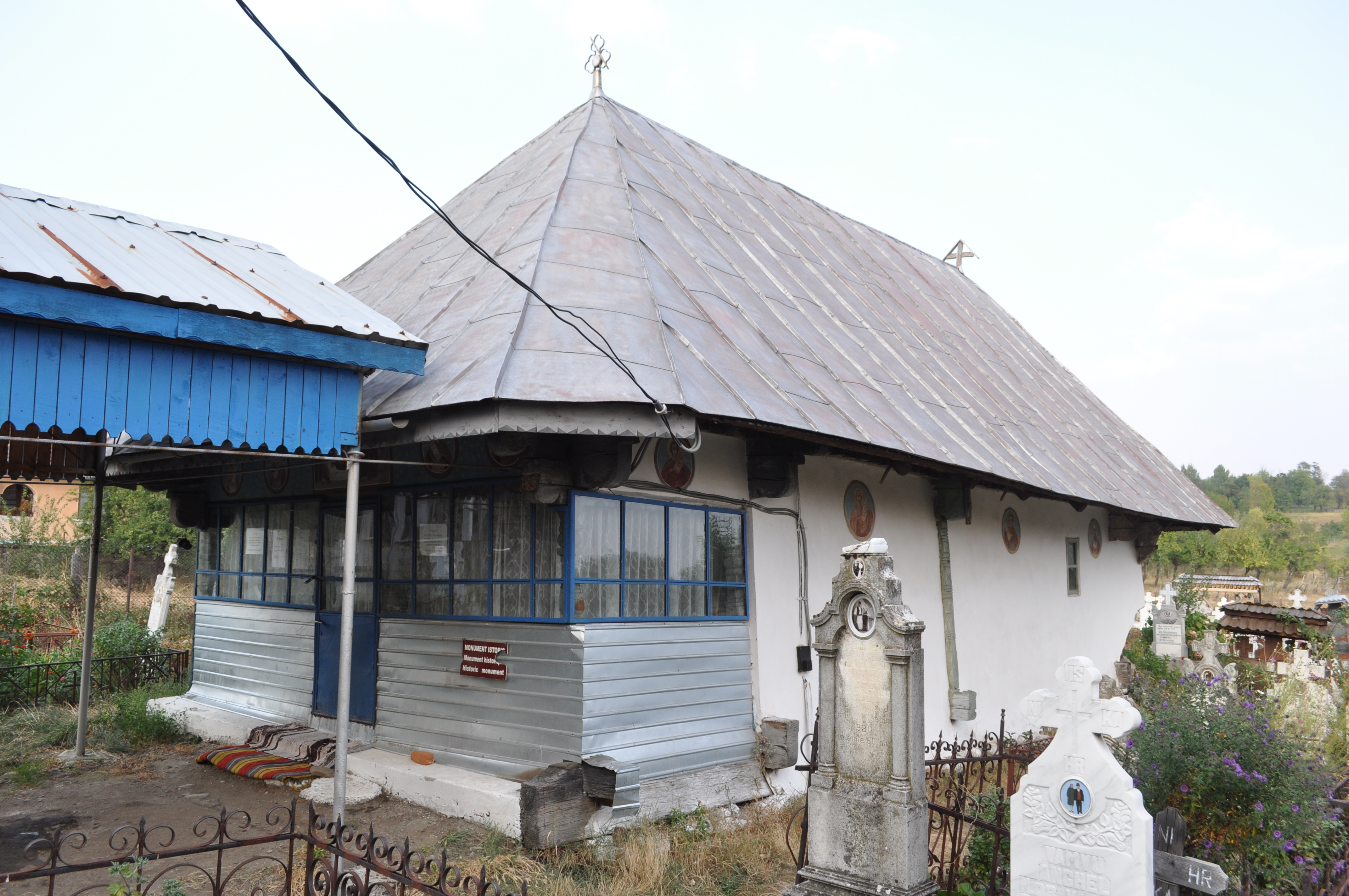
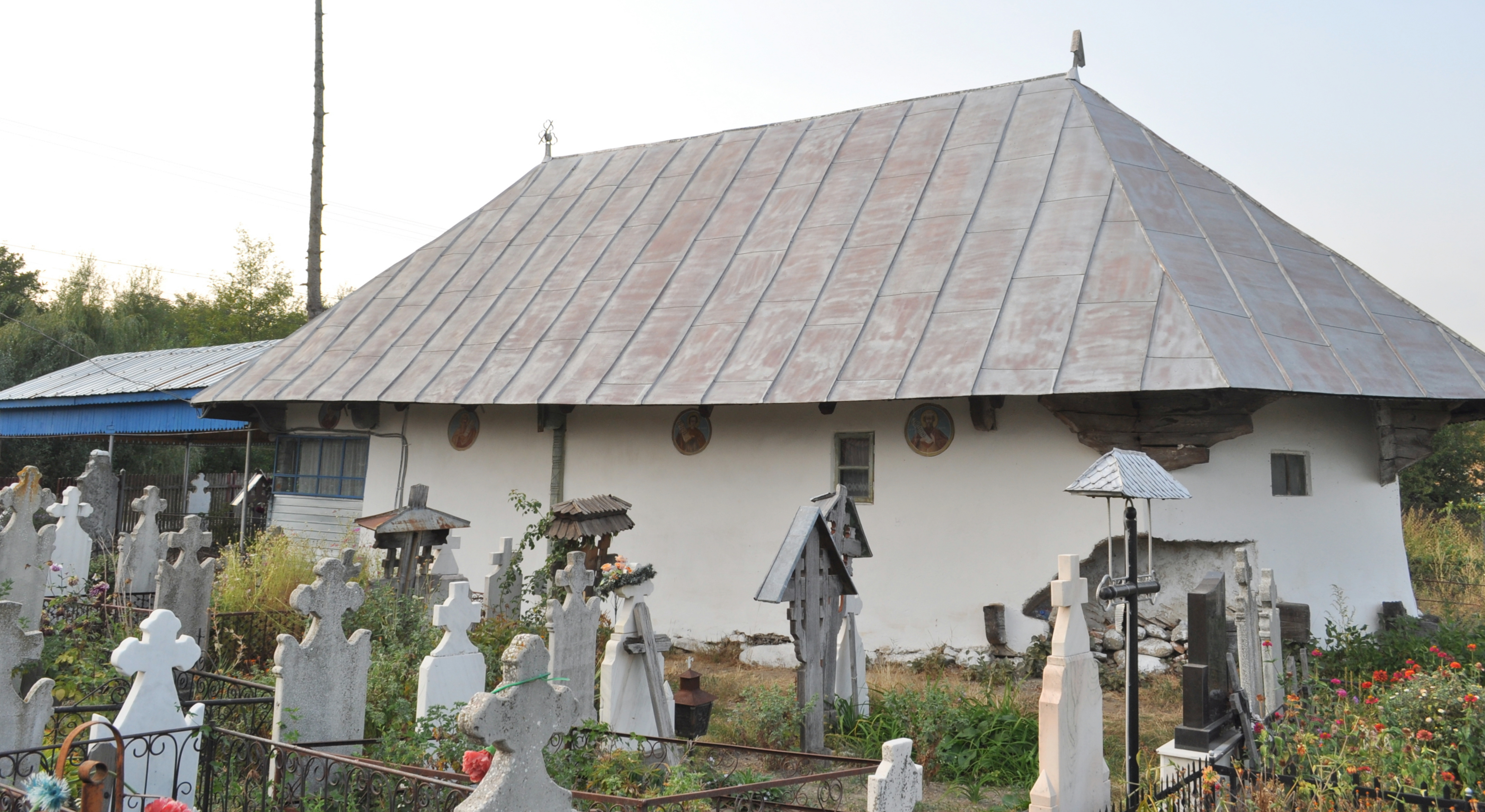
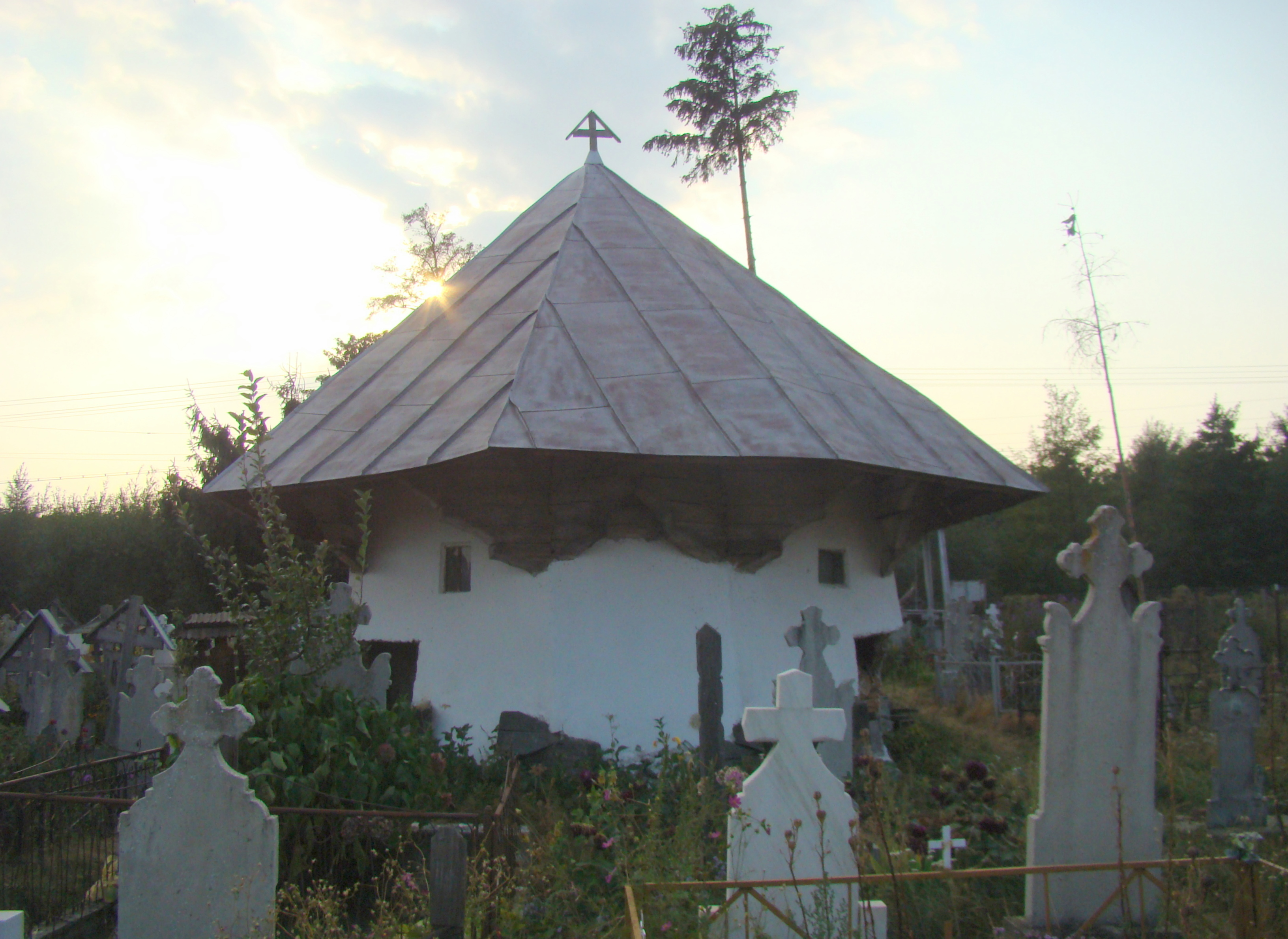
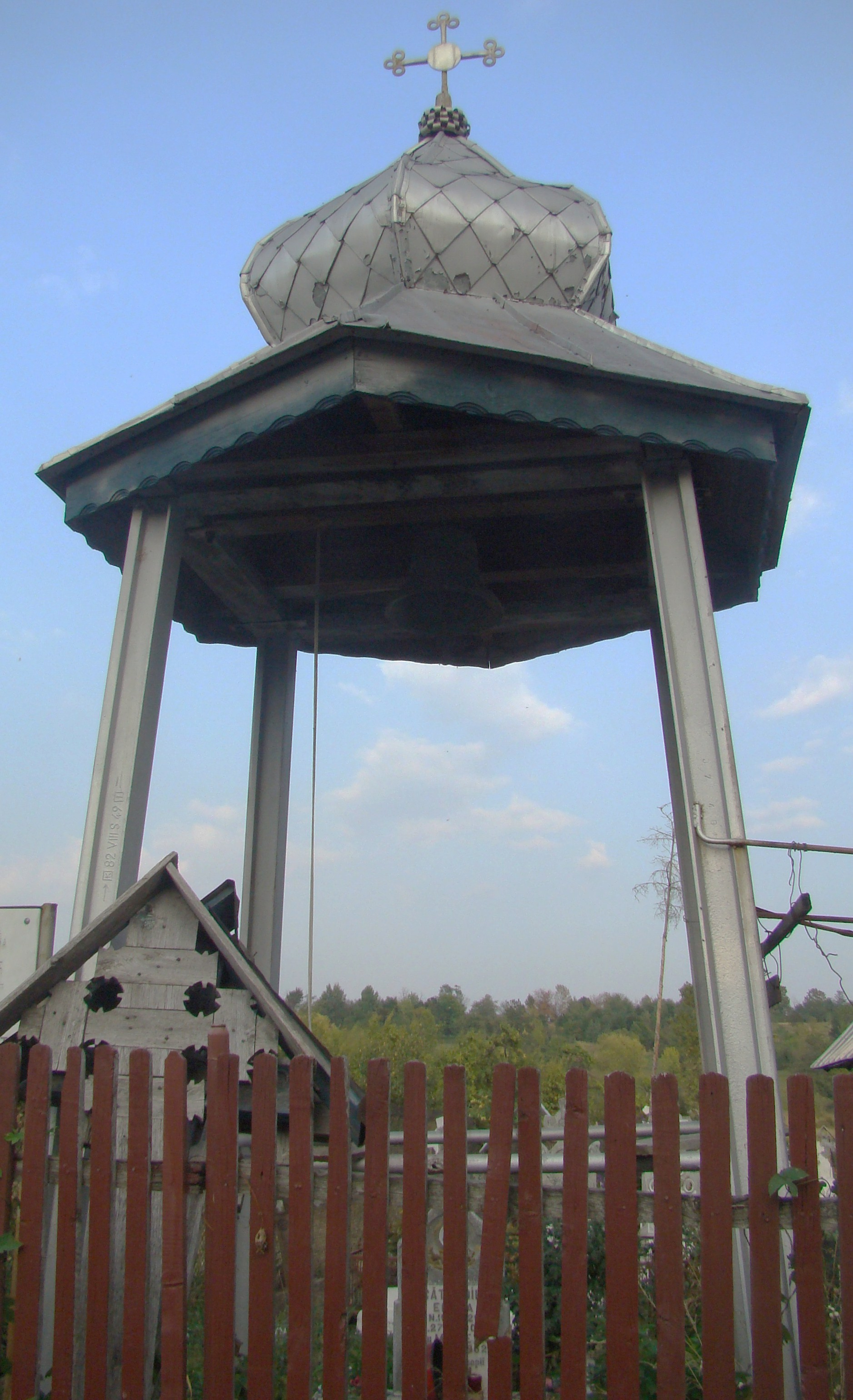
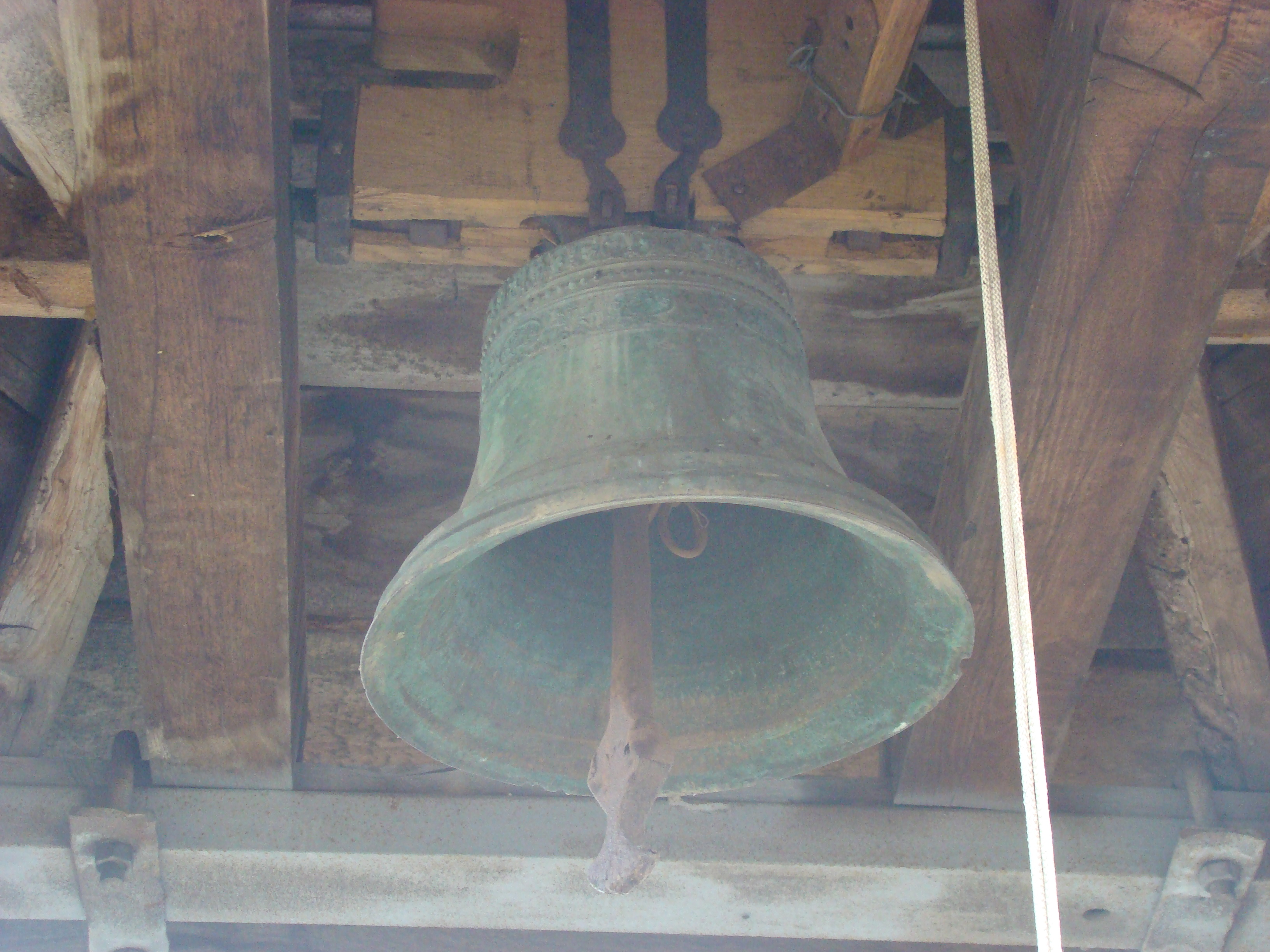
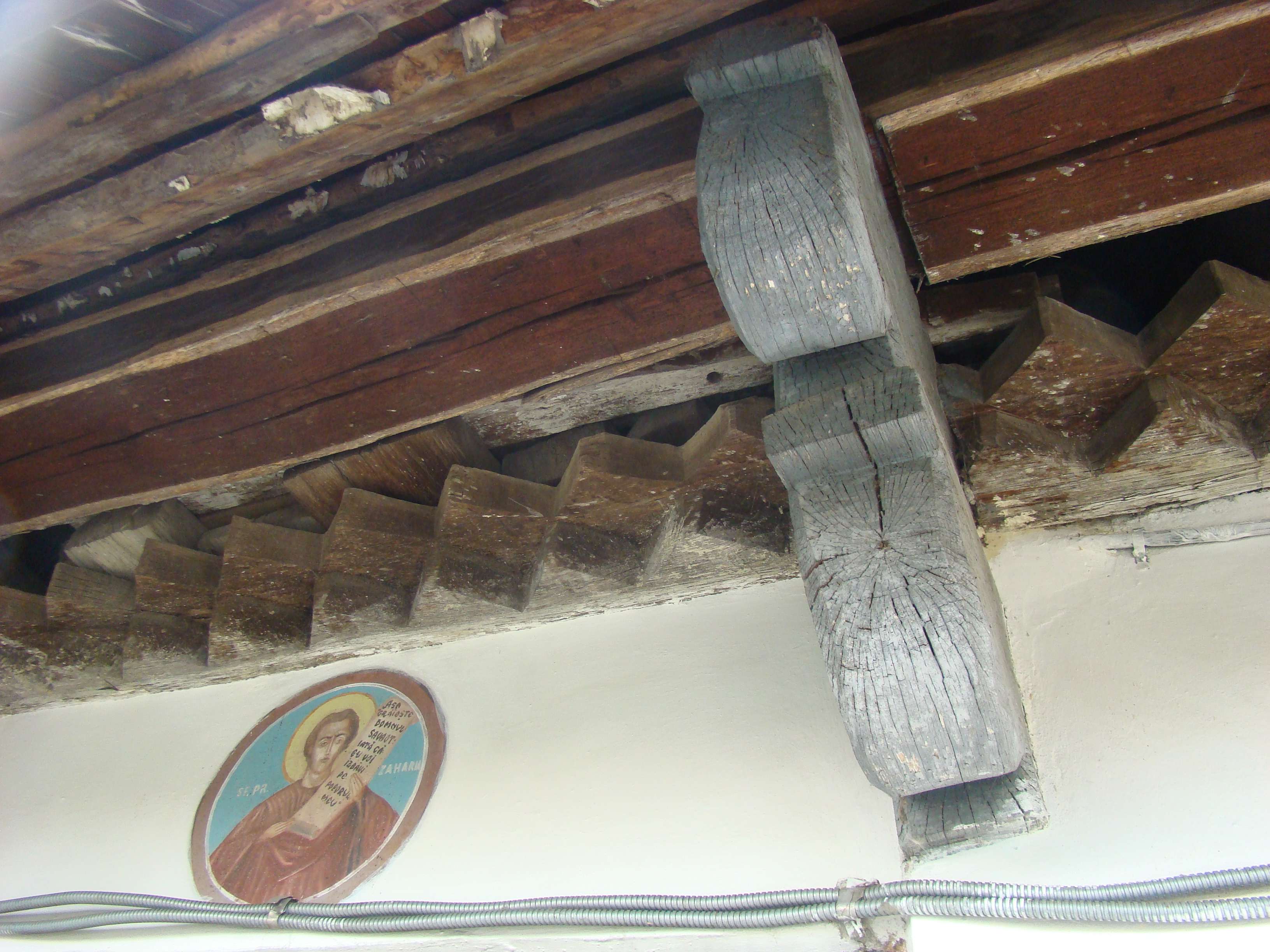
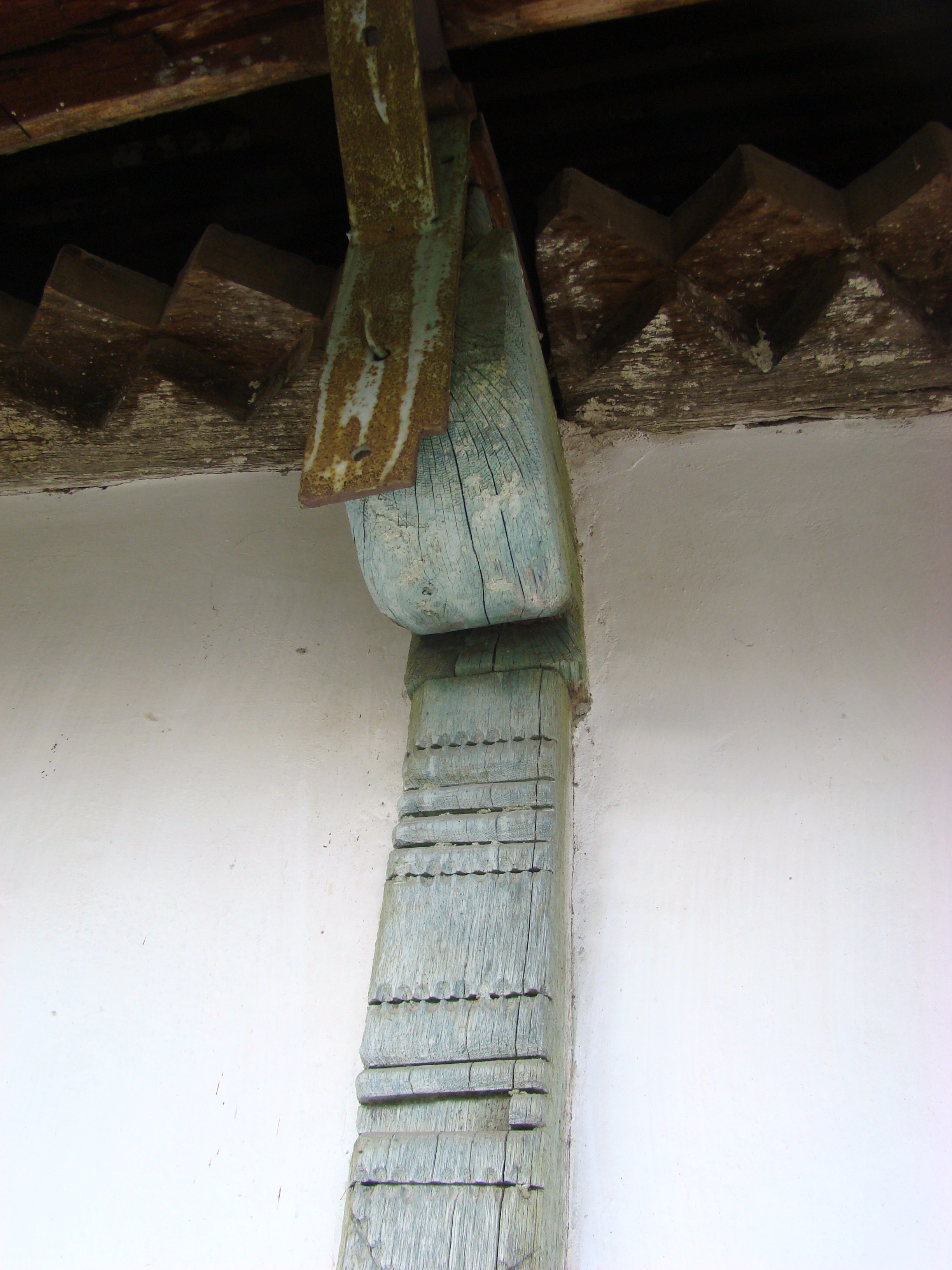
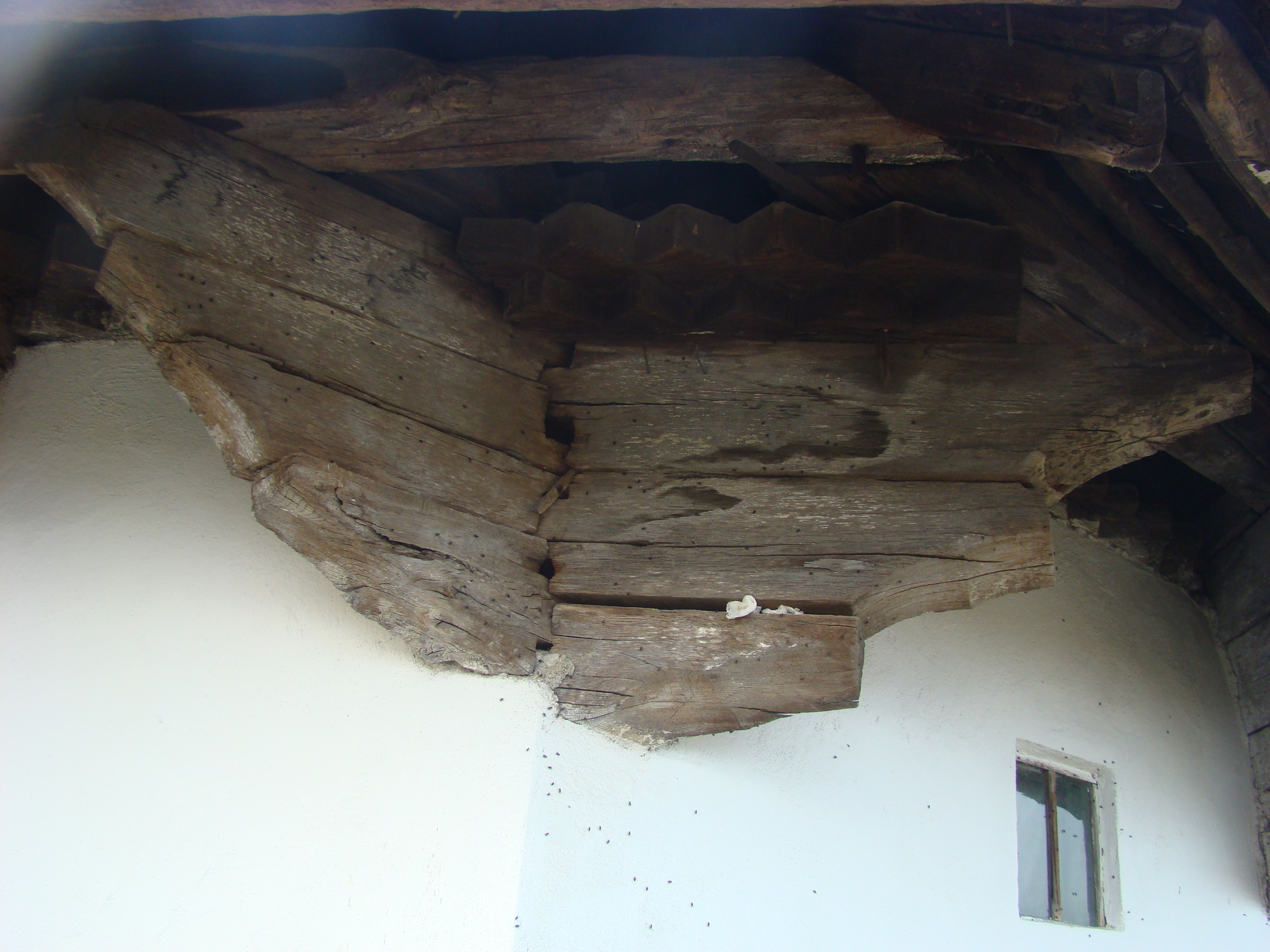
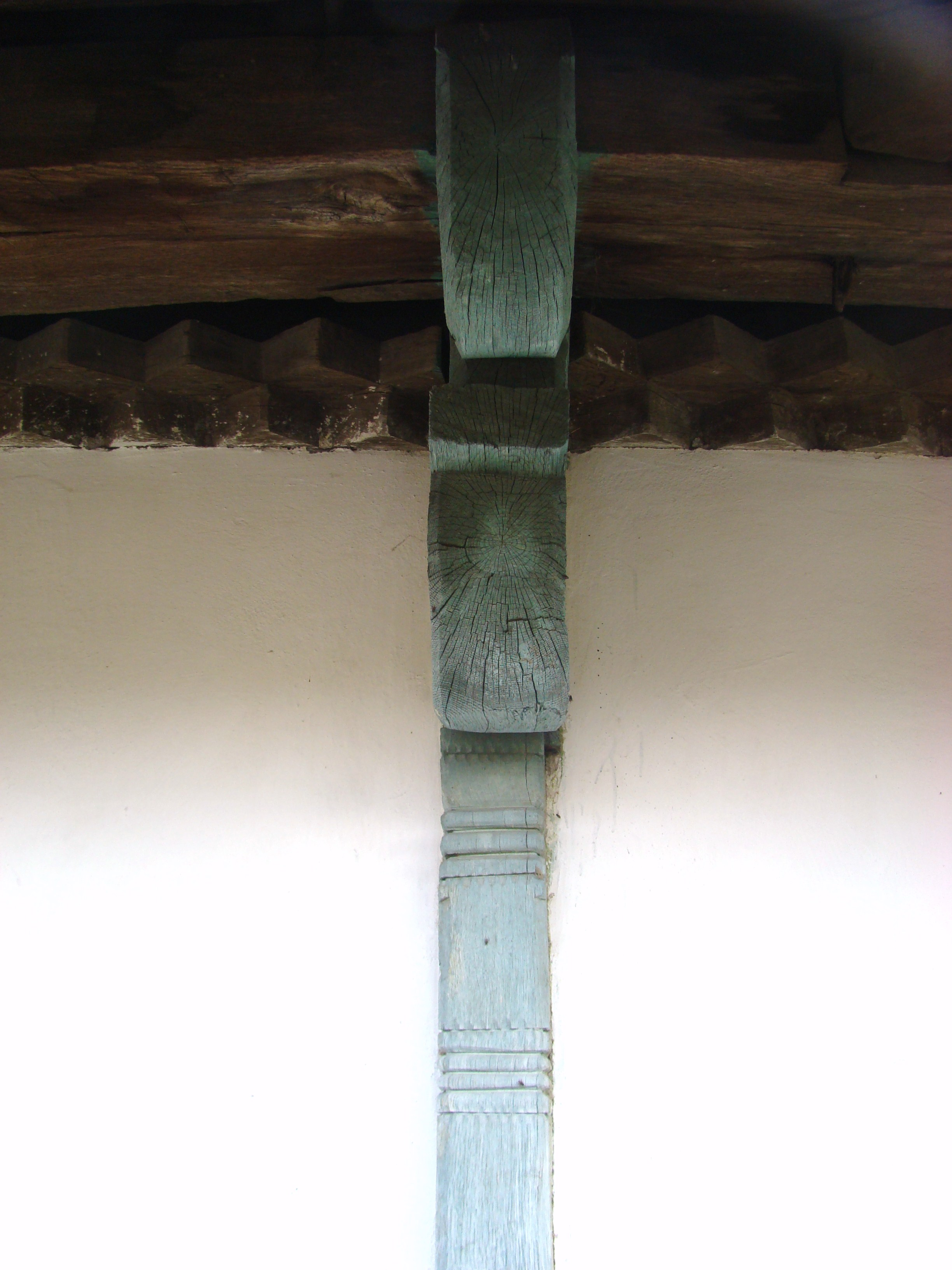
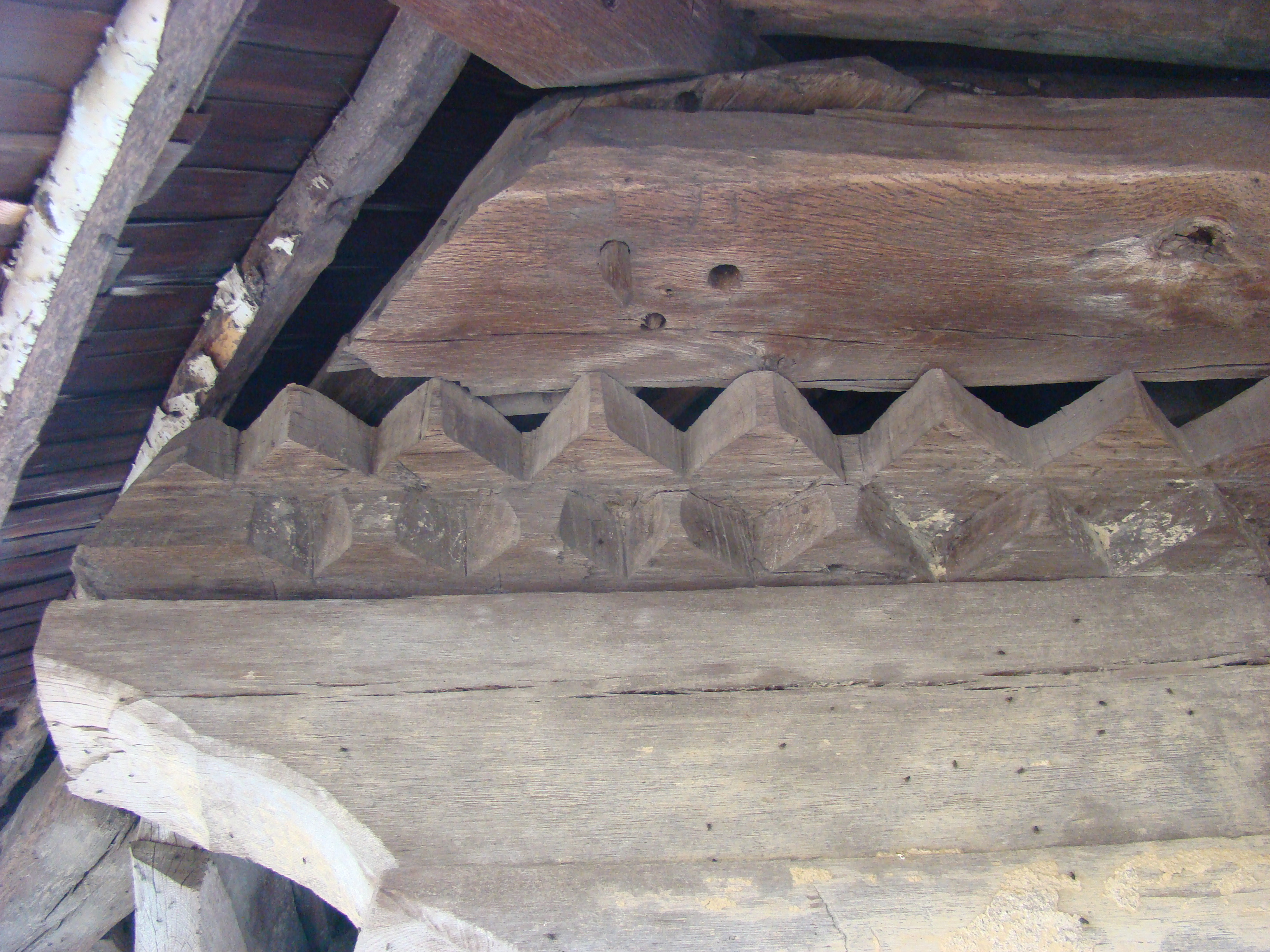
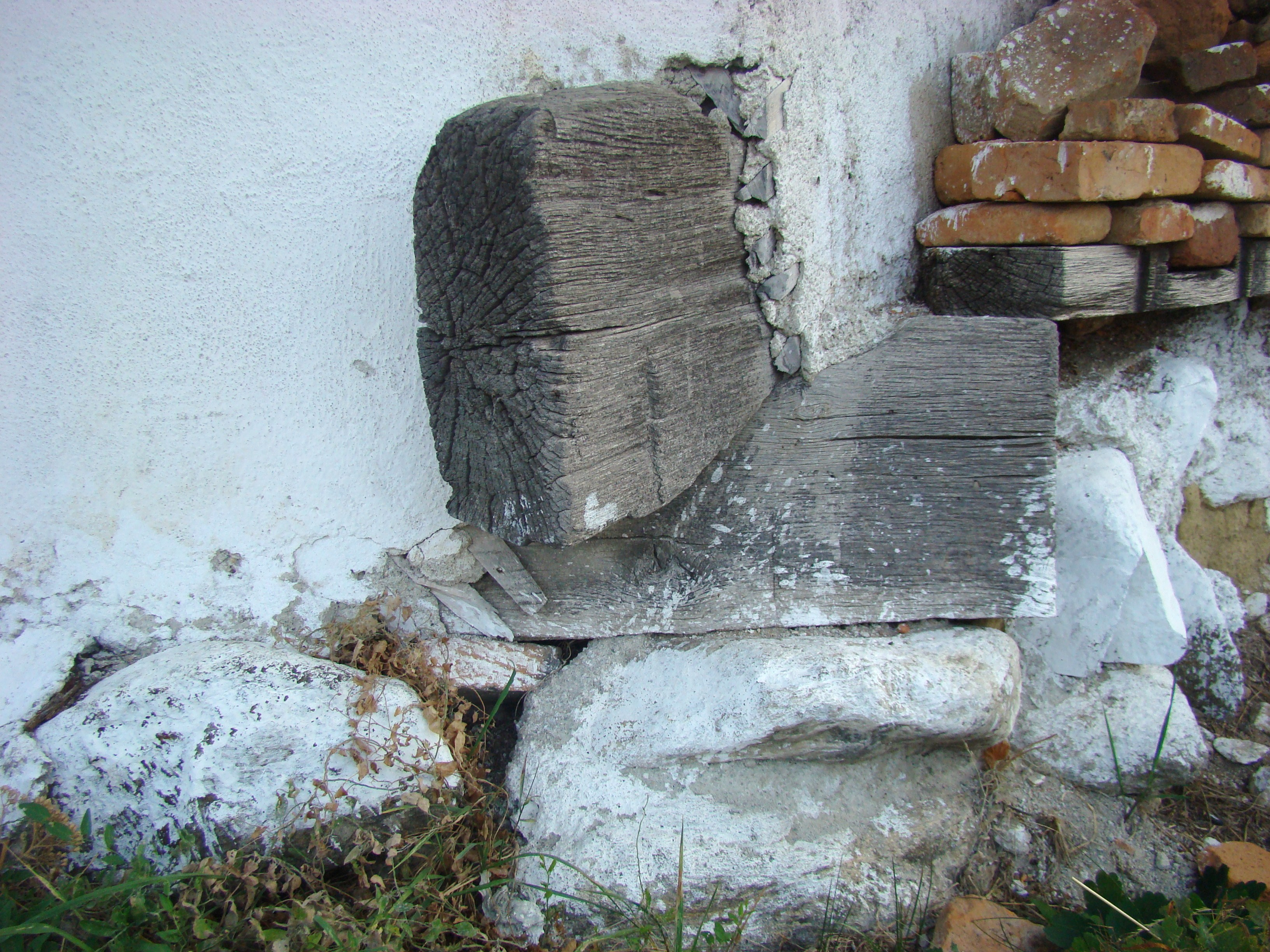
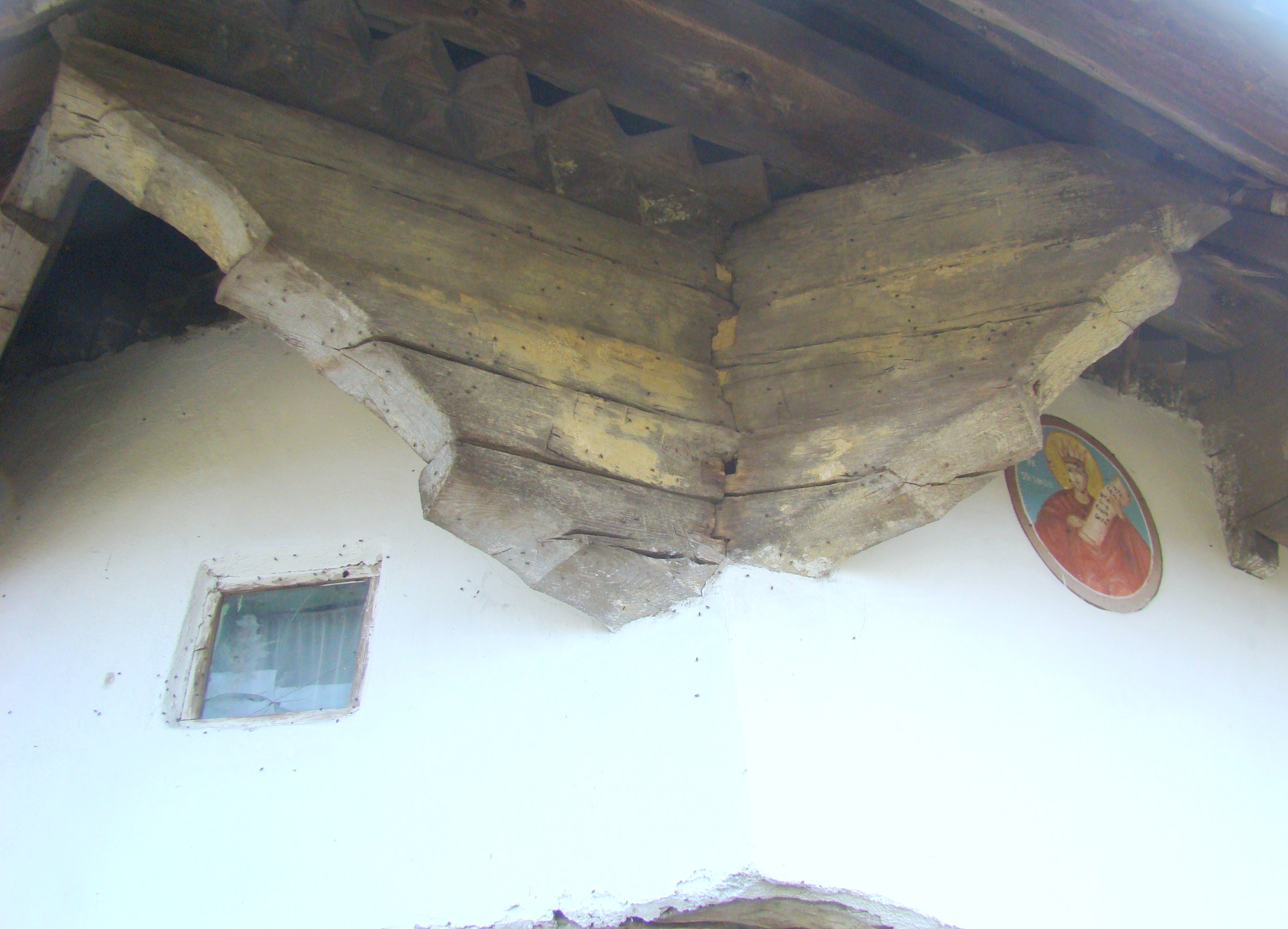
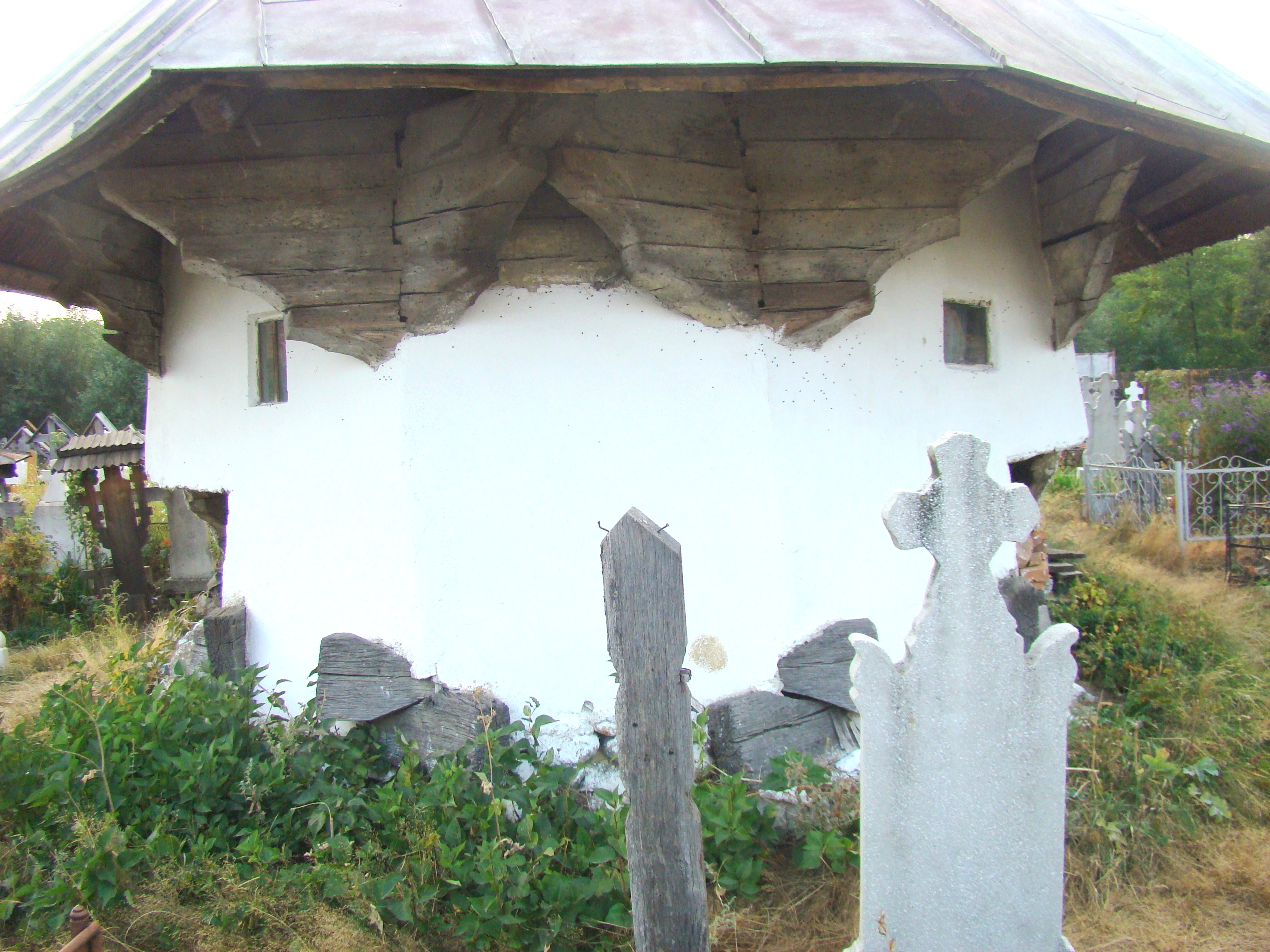
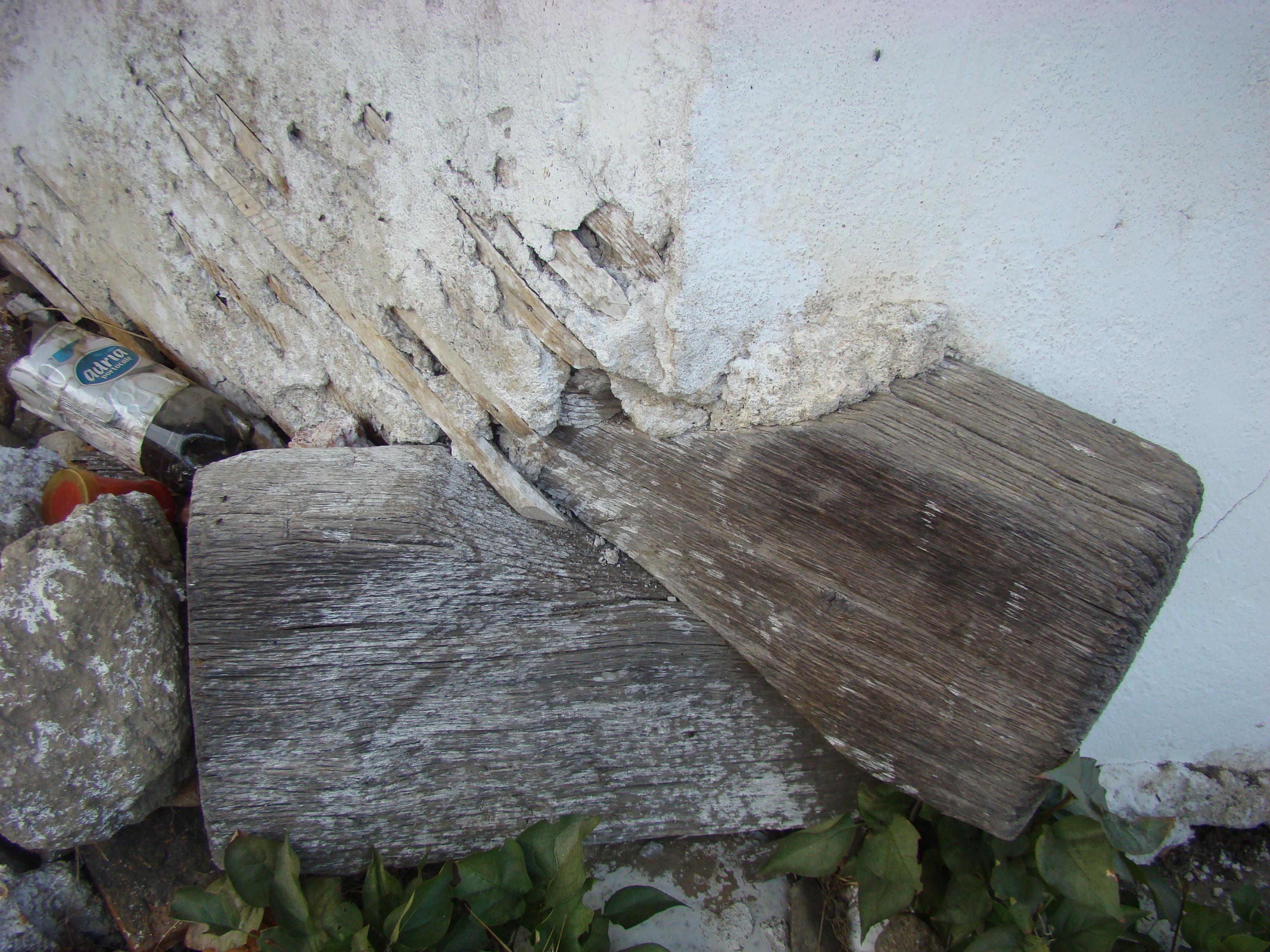
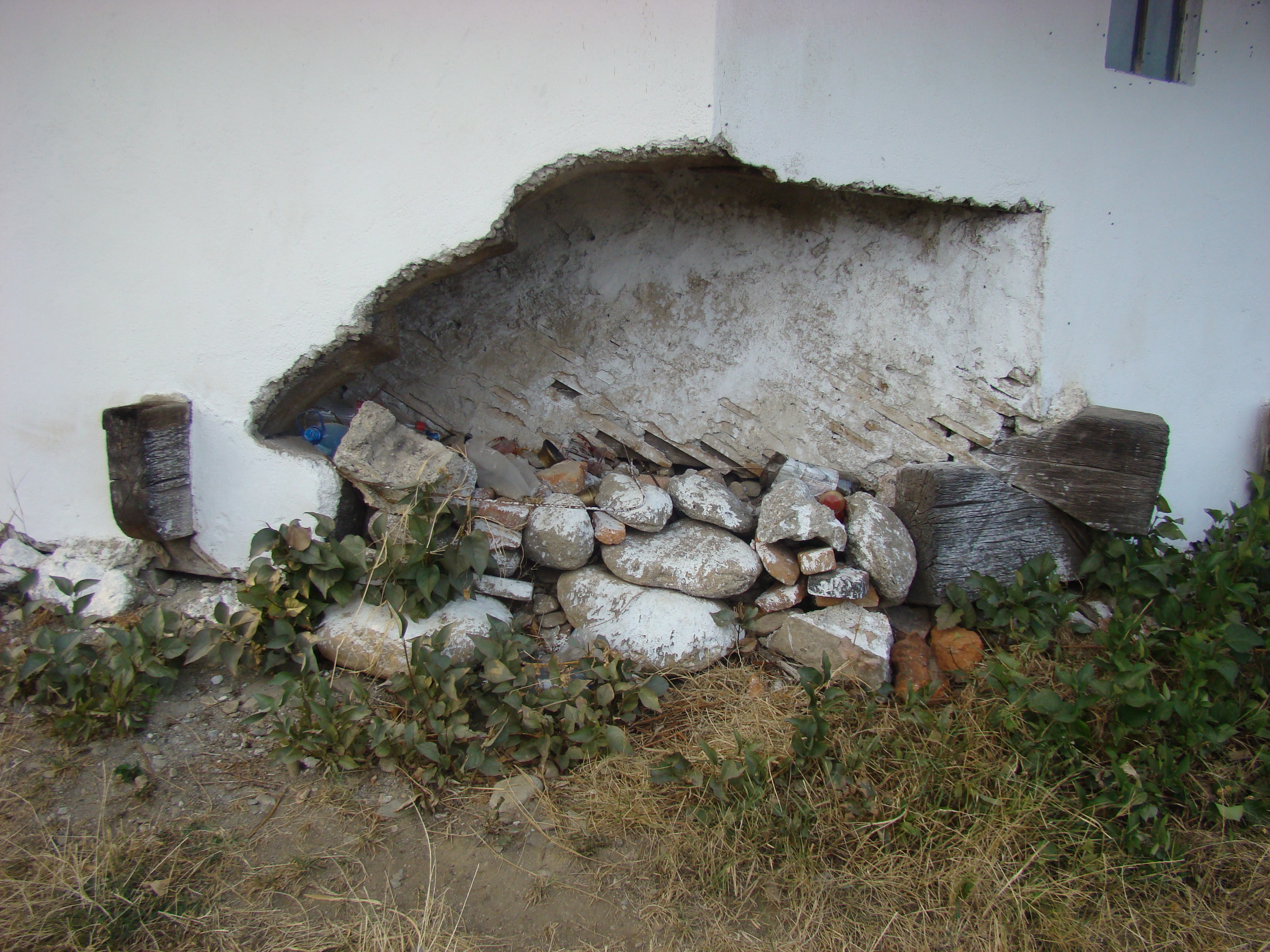
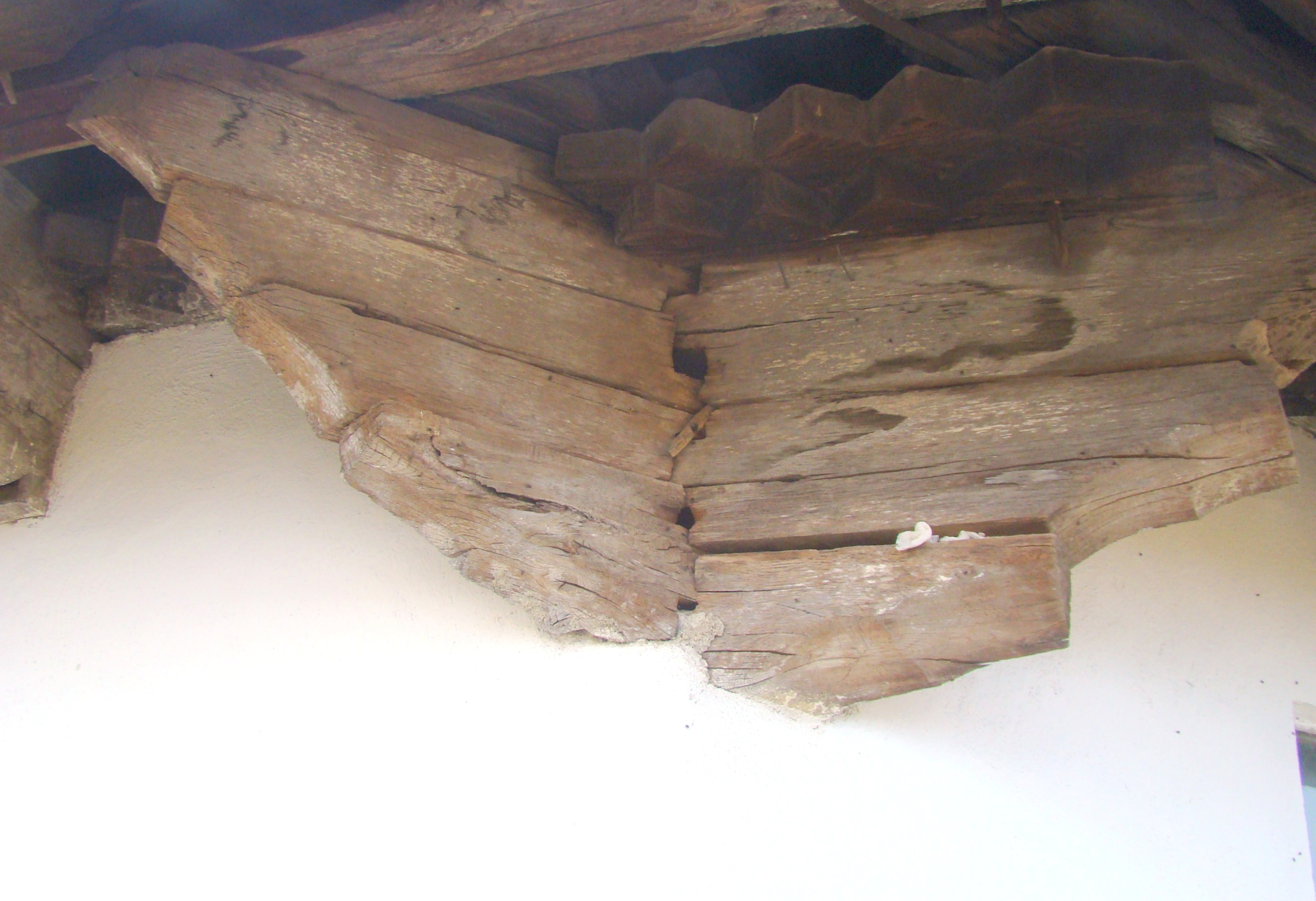
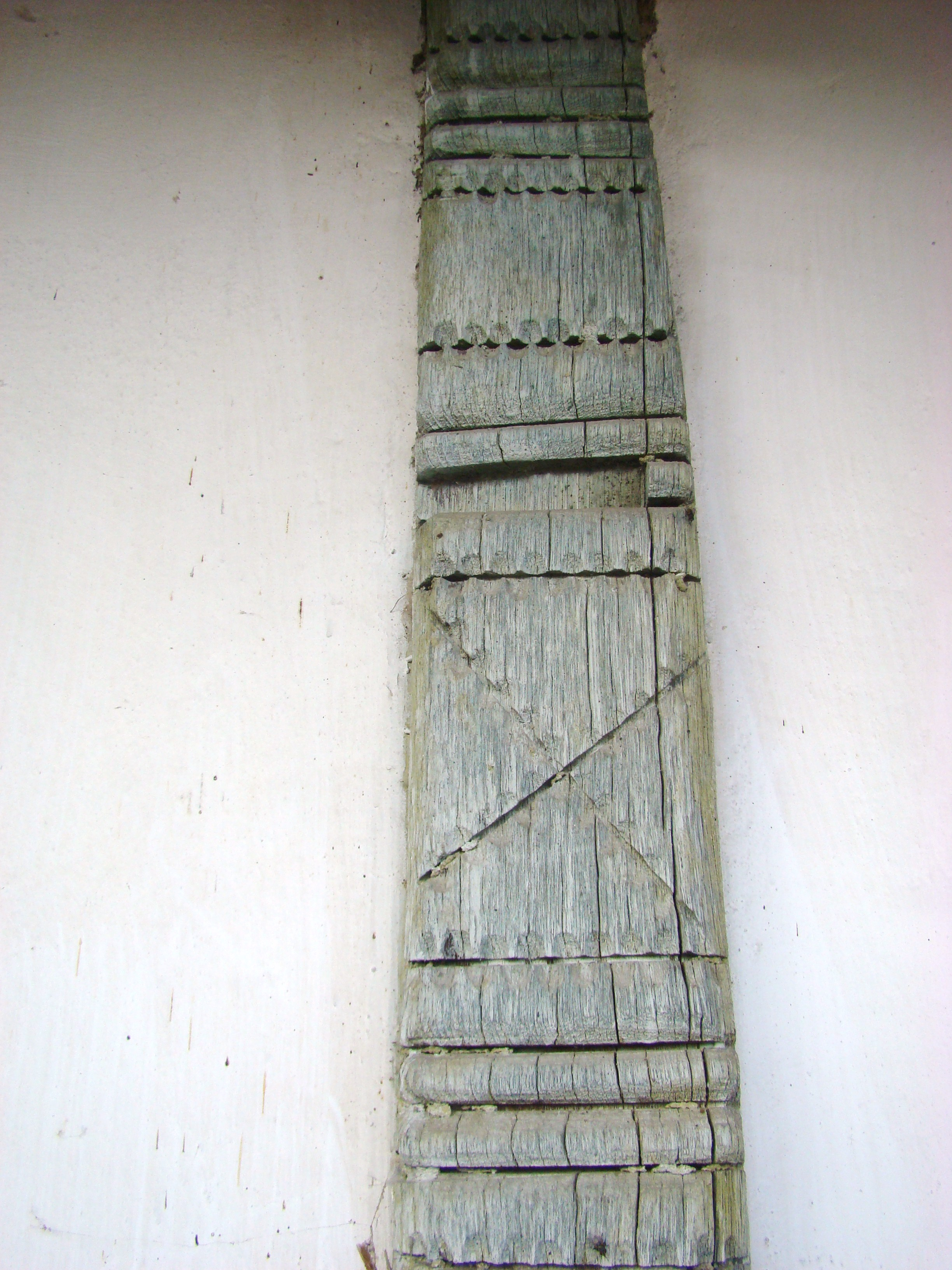
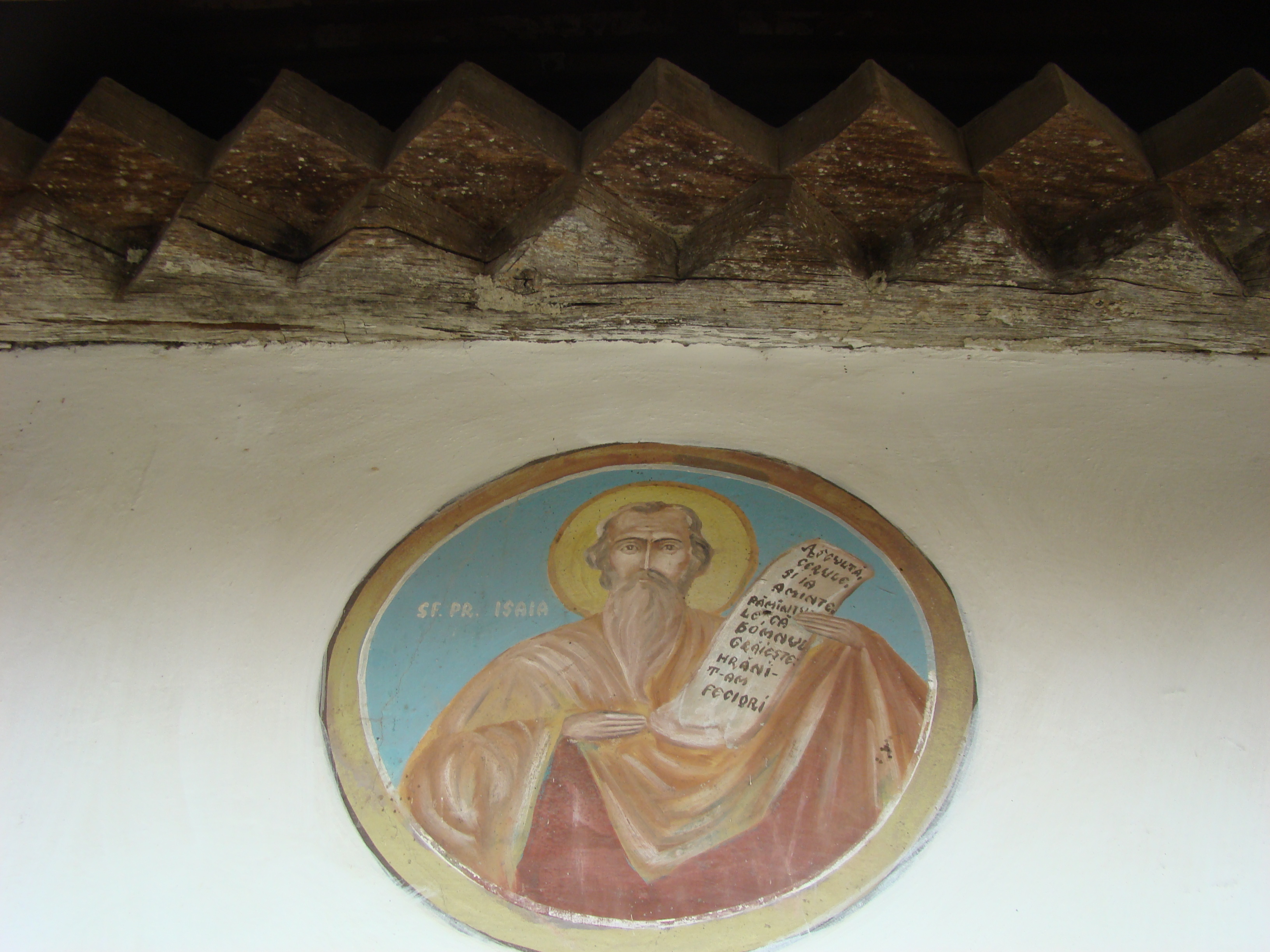
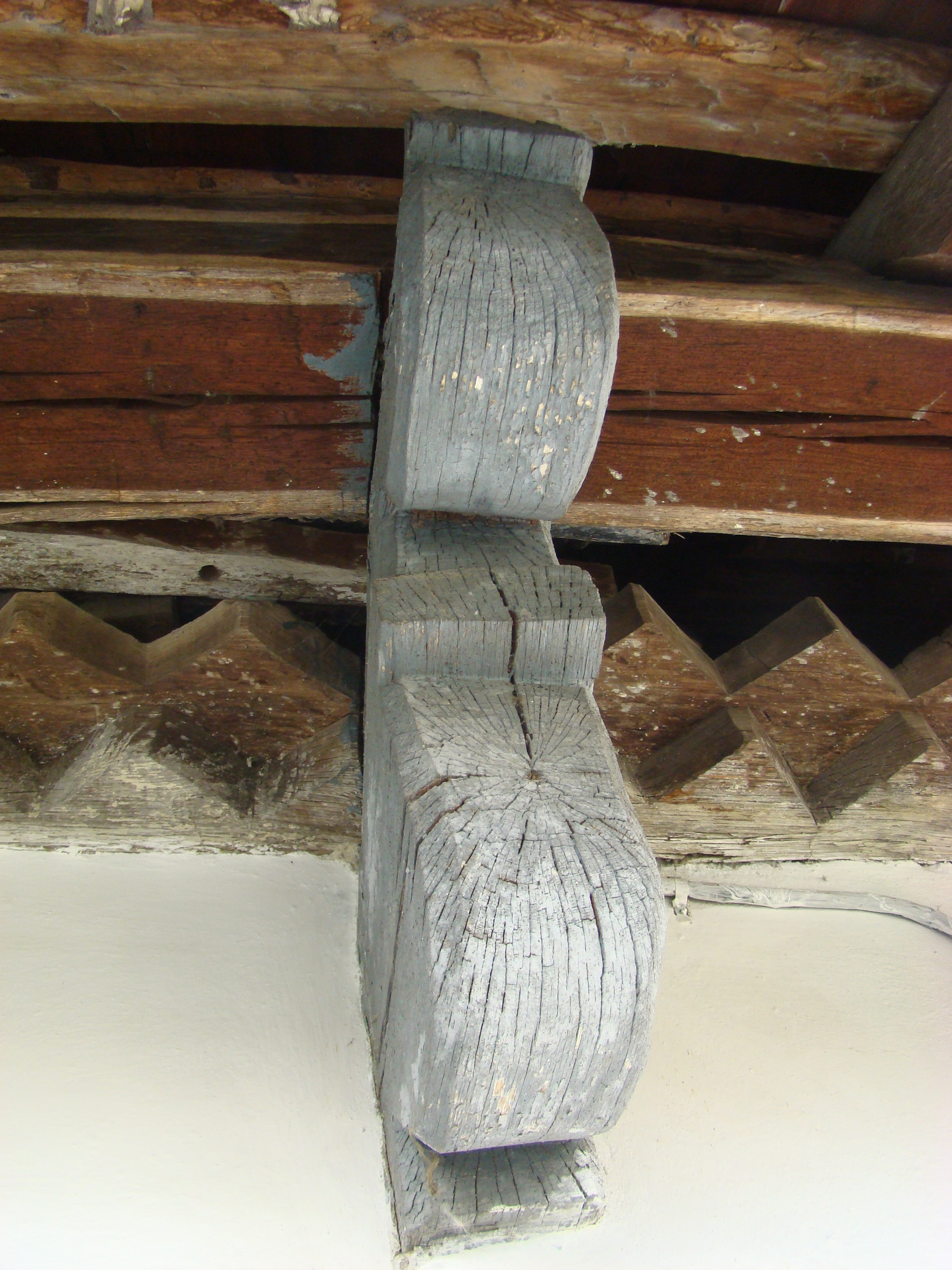

## Imagini din interior

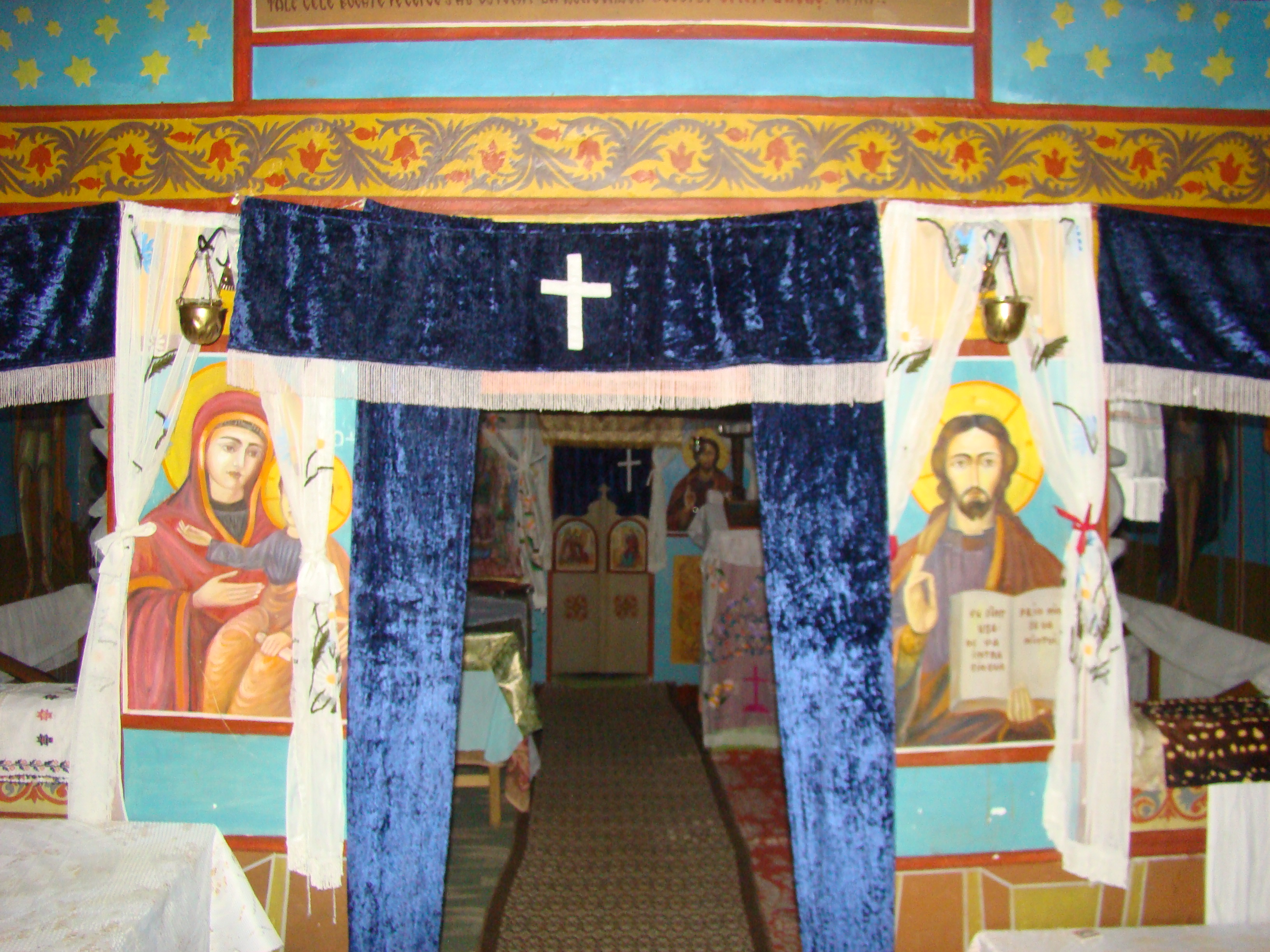
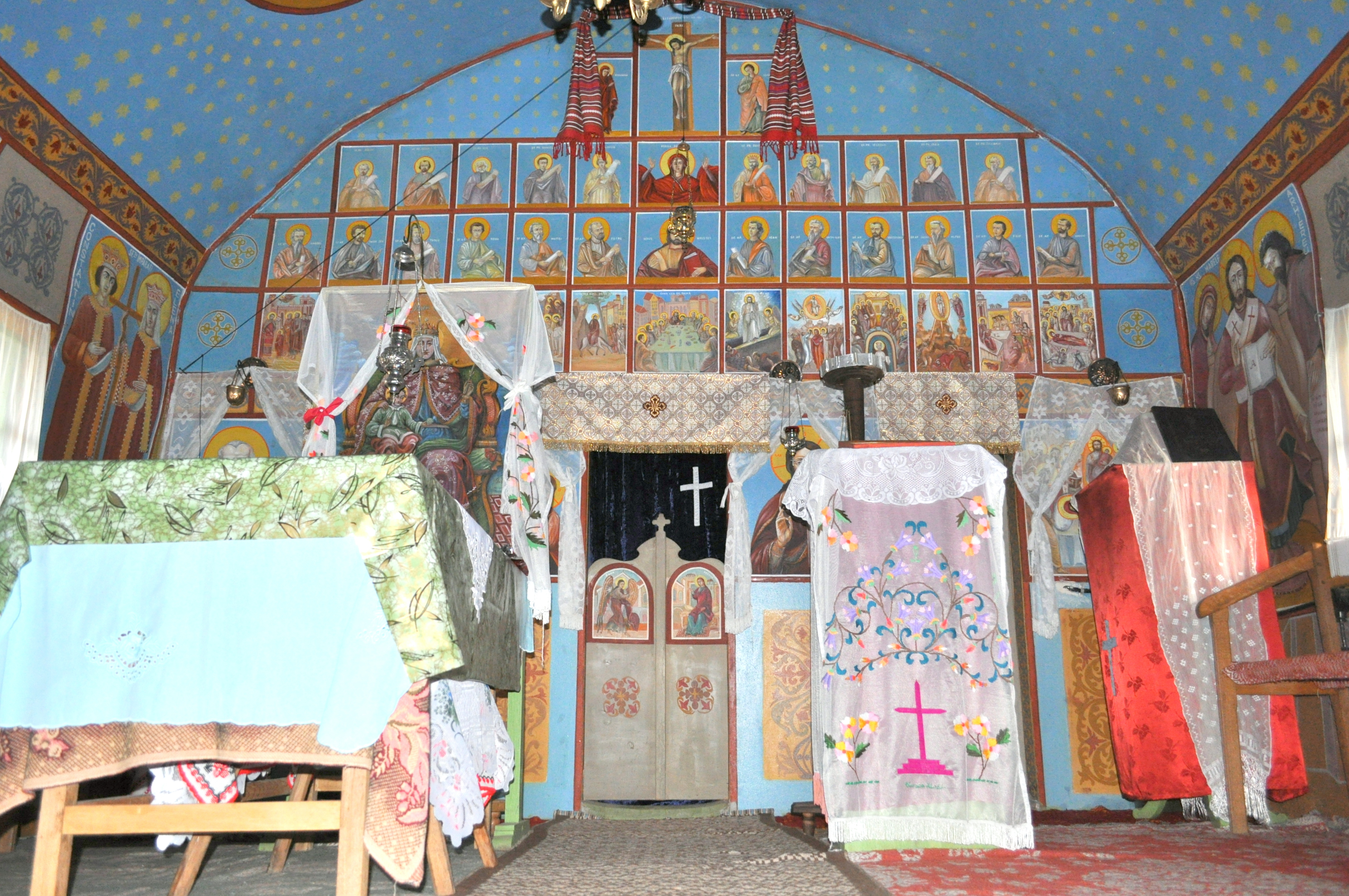
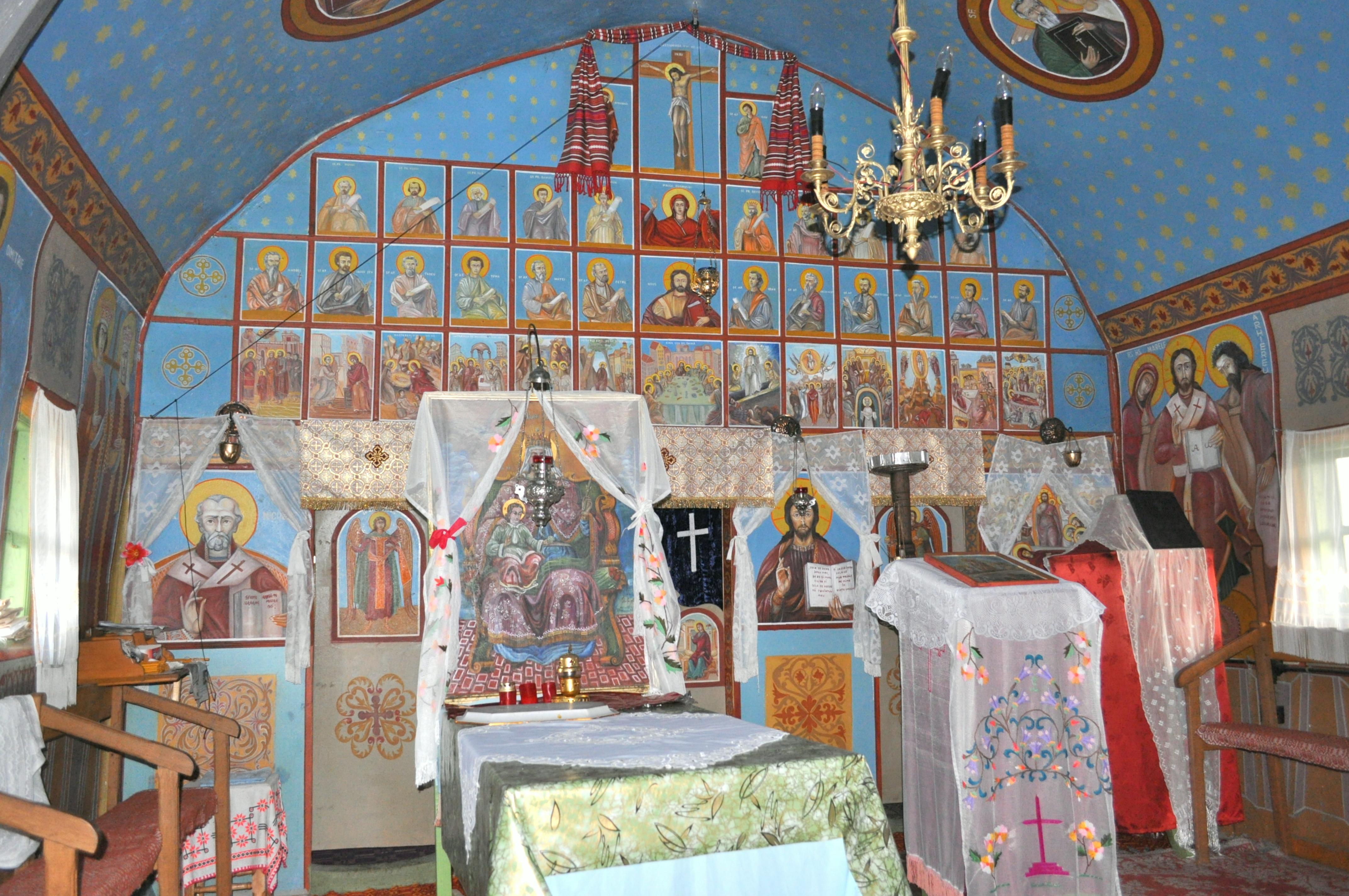
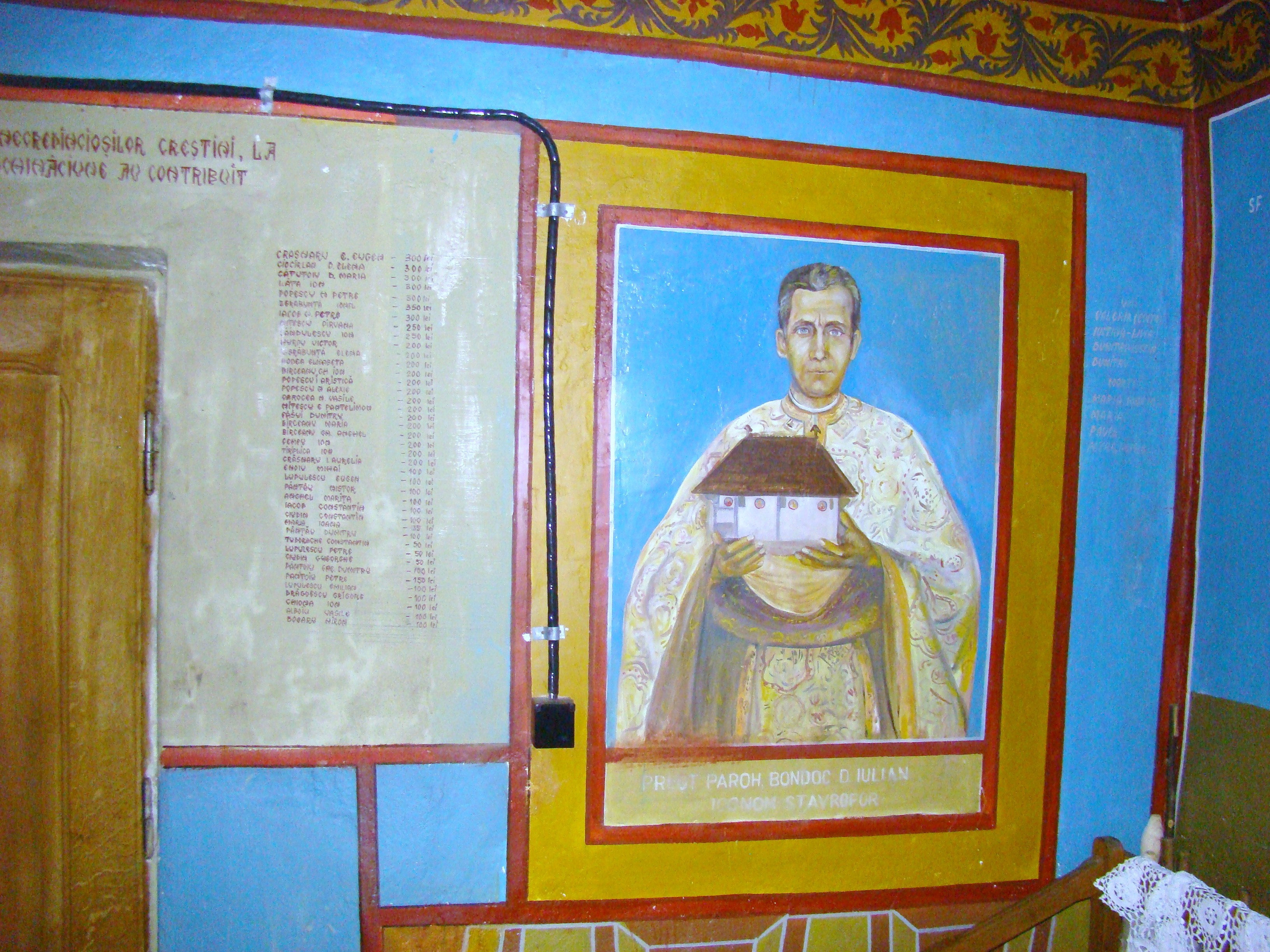
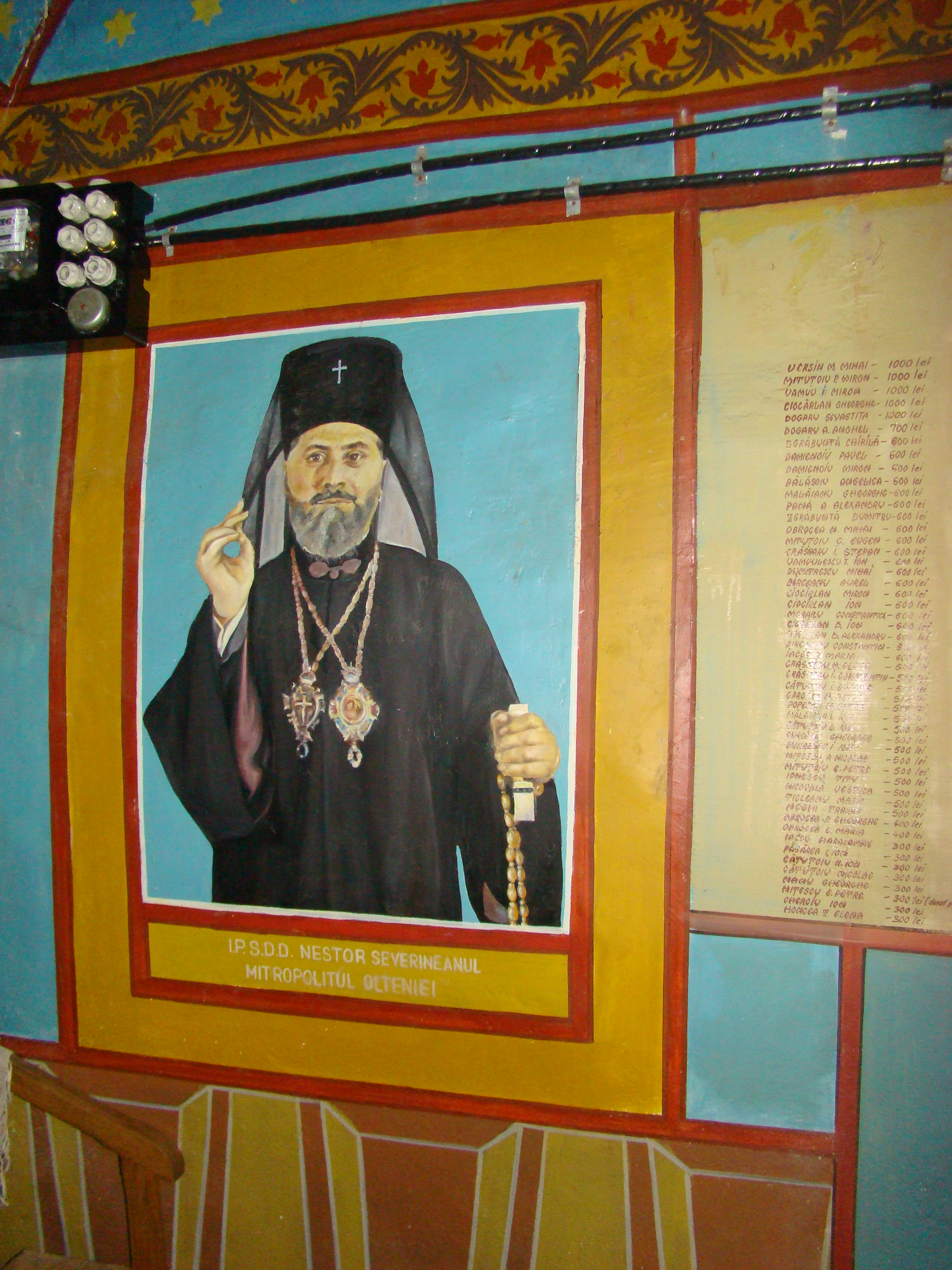
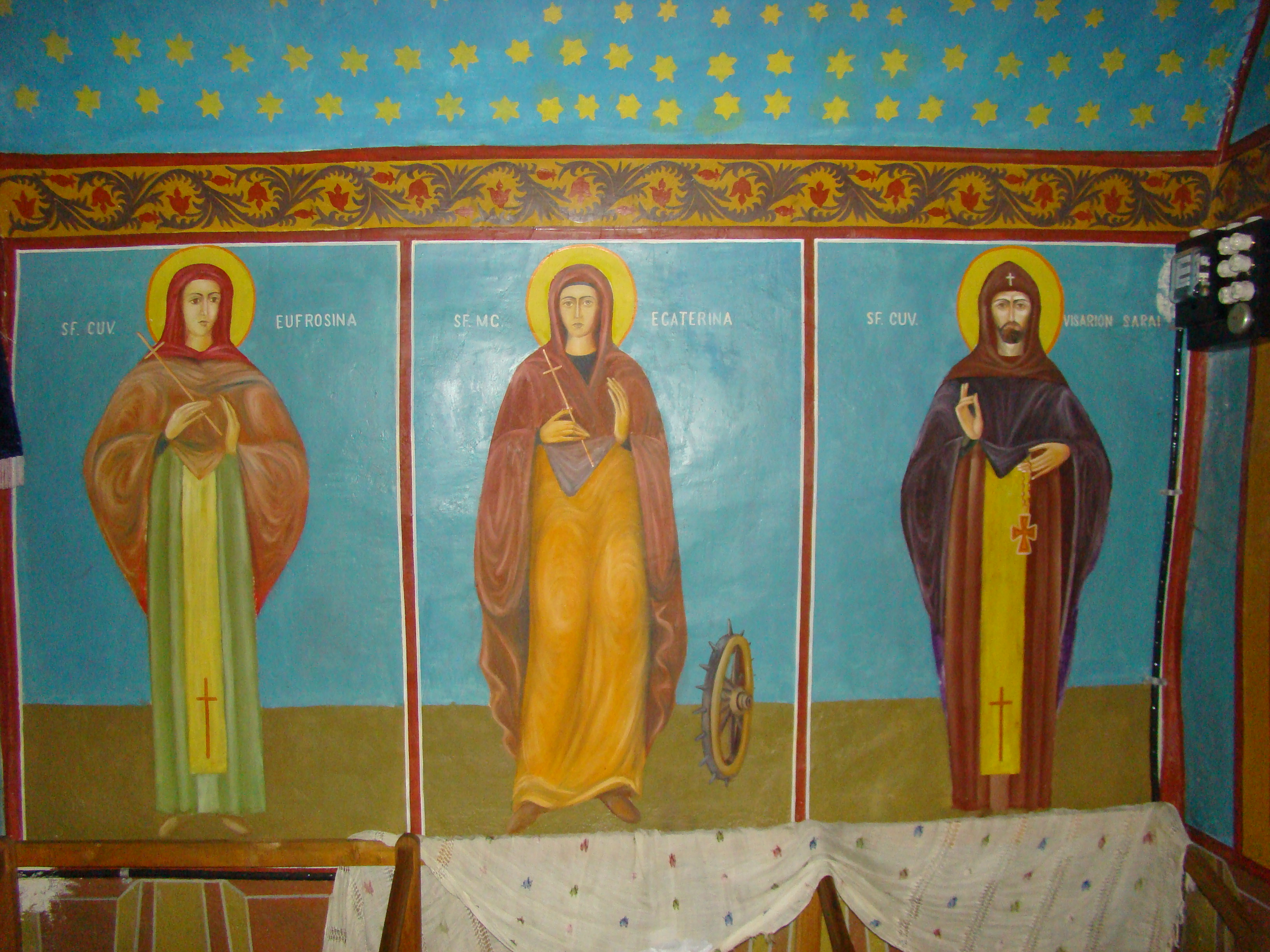
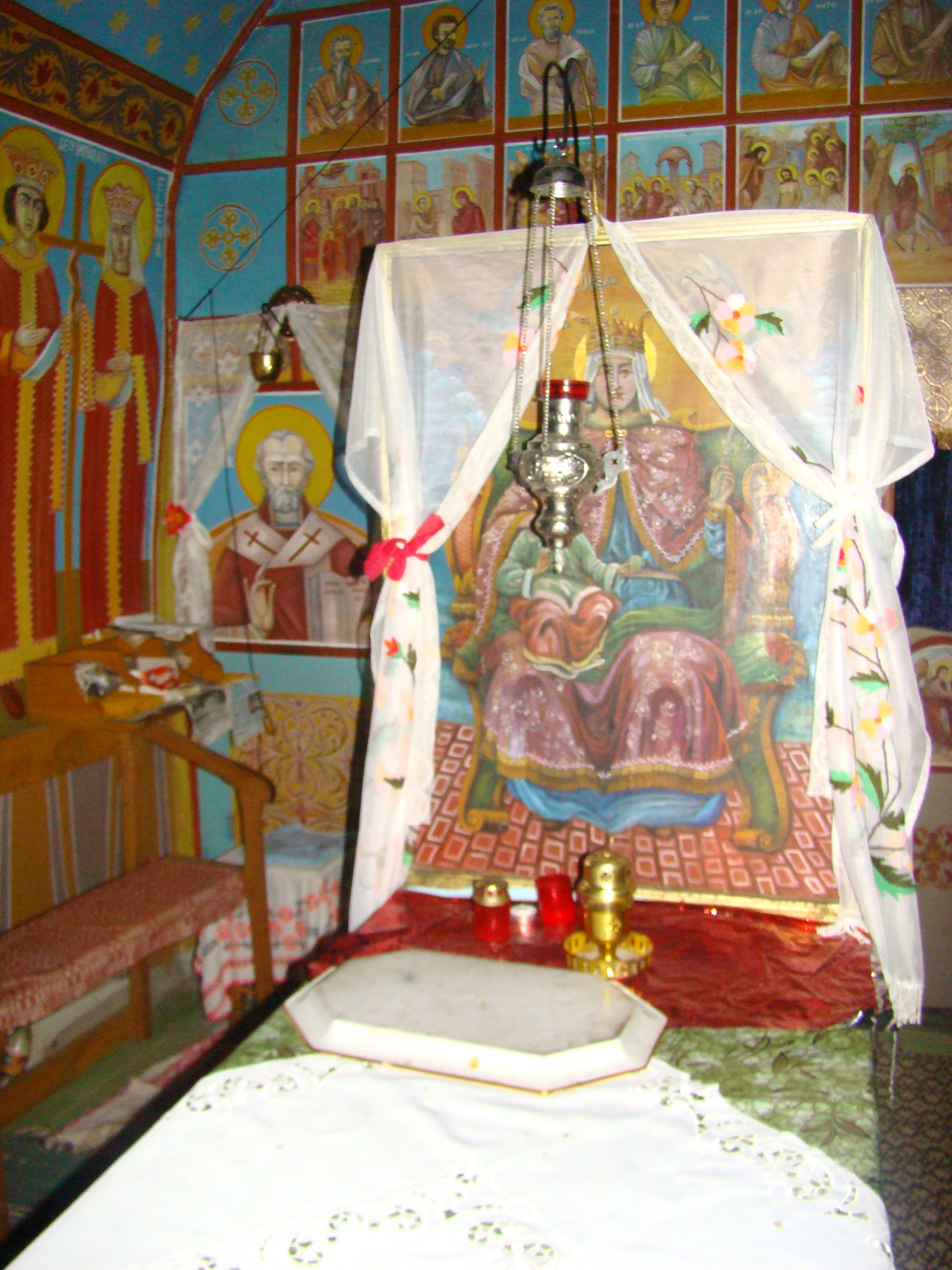
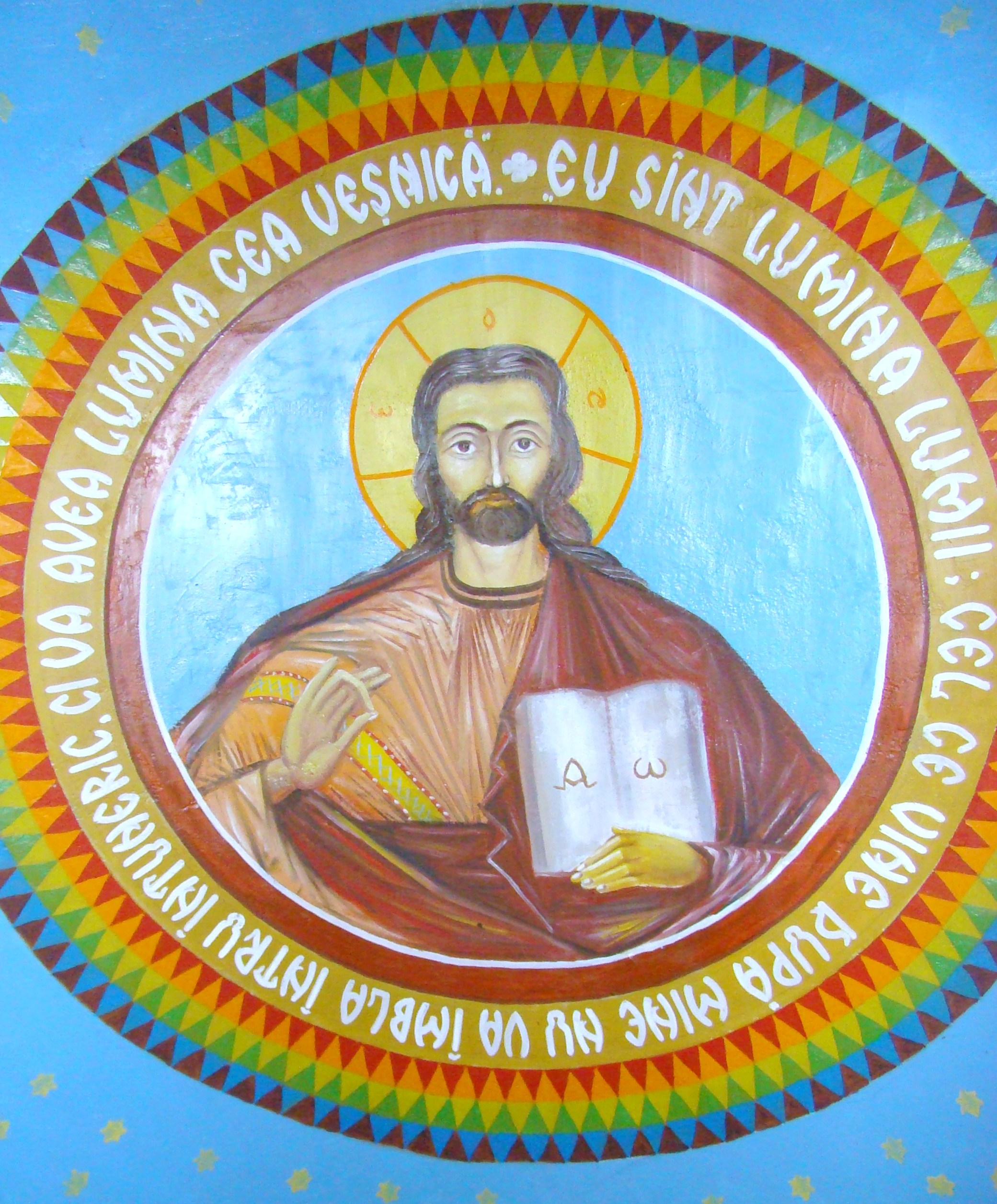
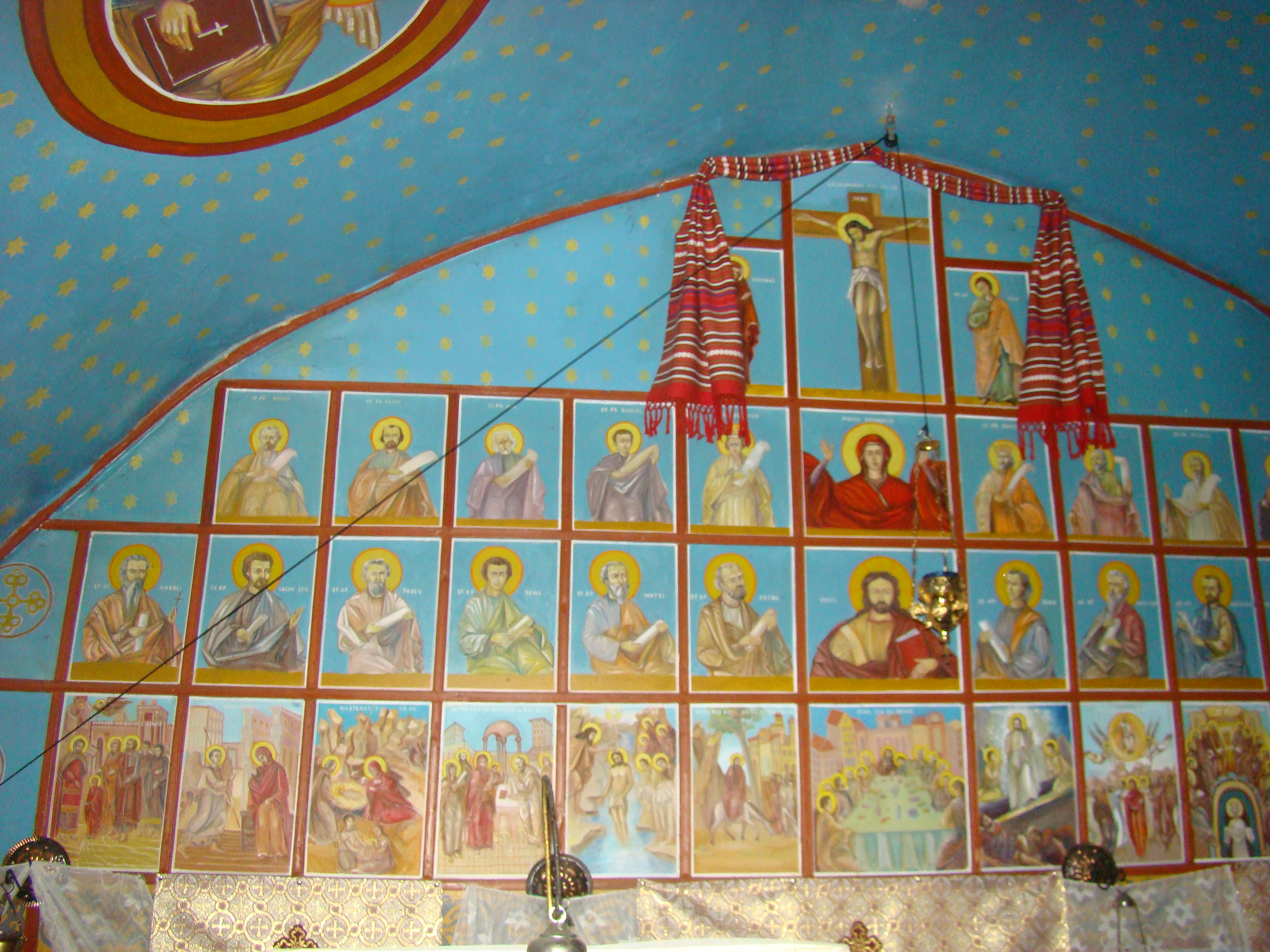
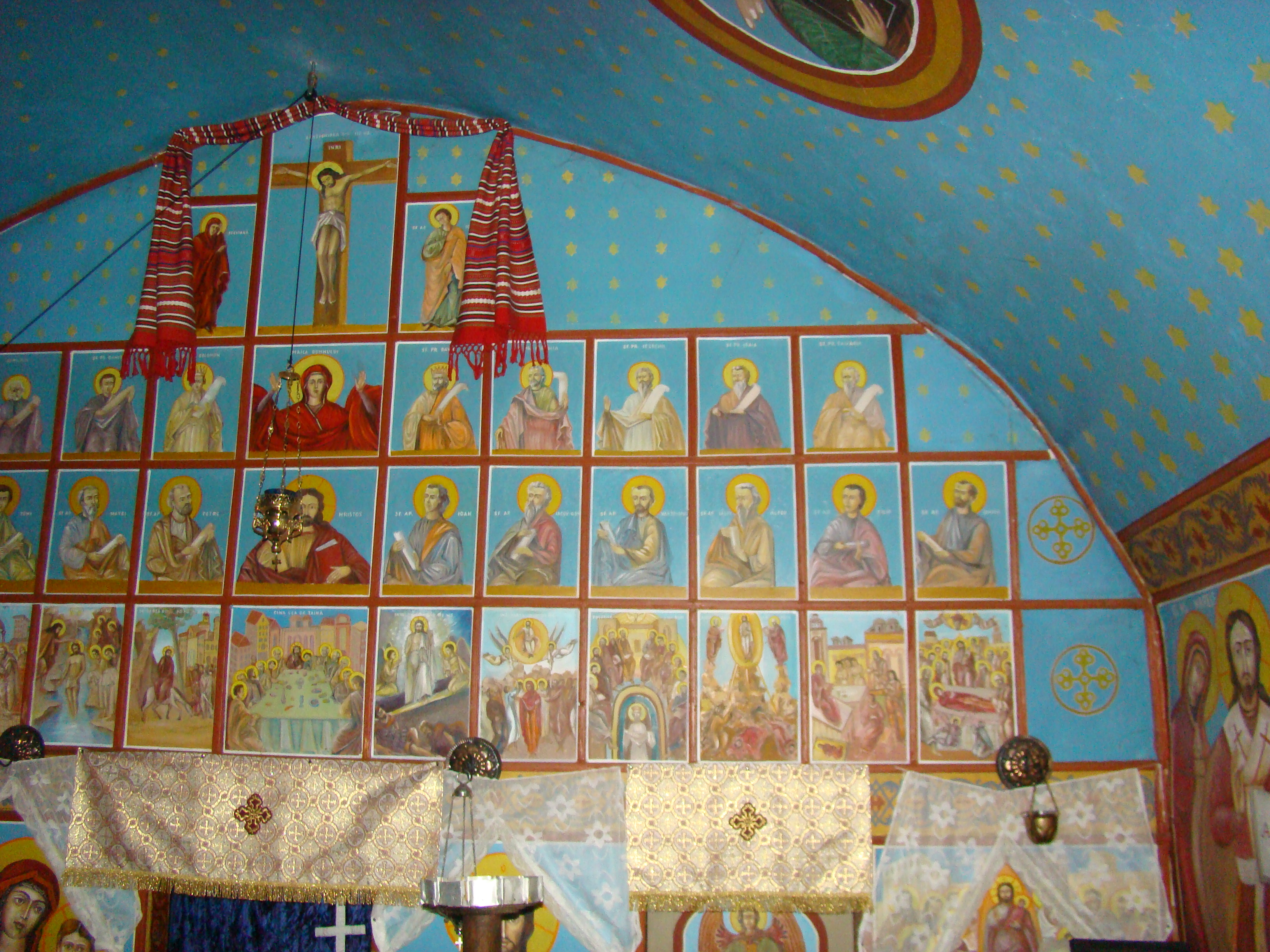
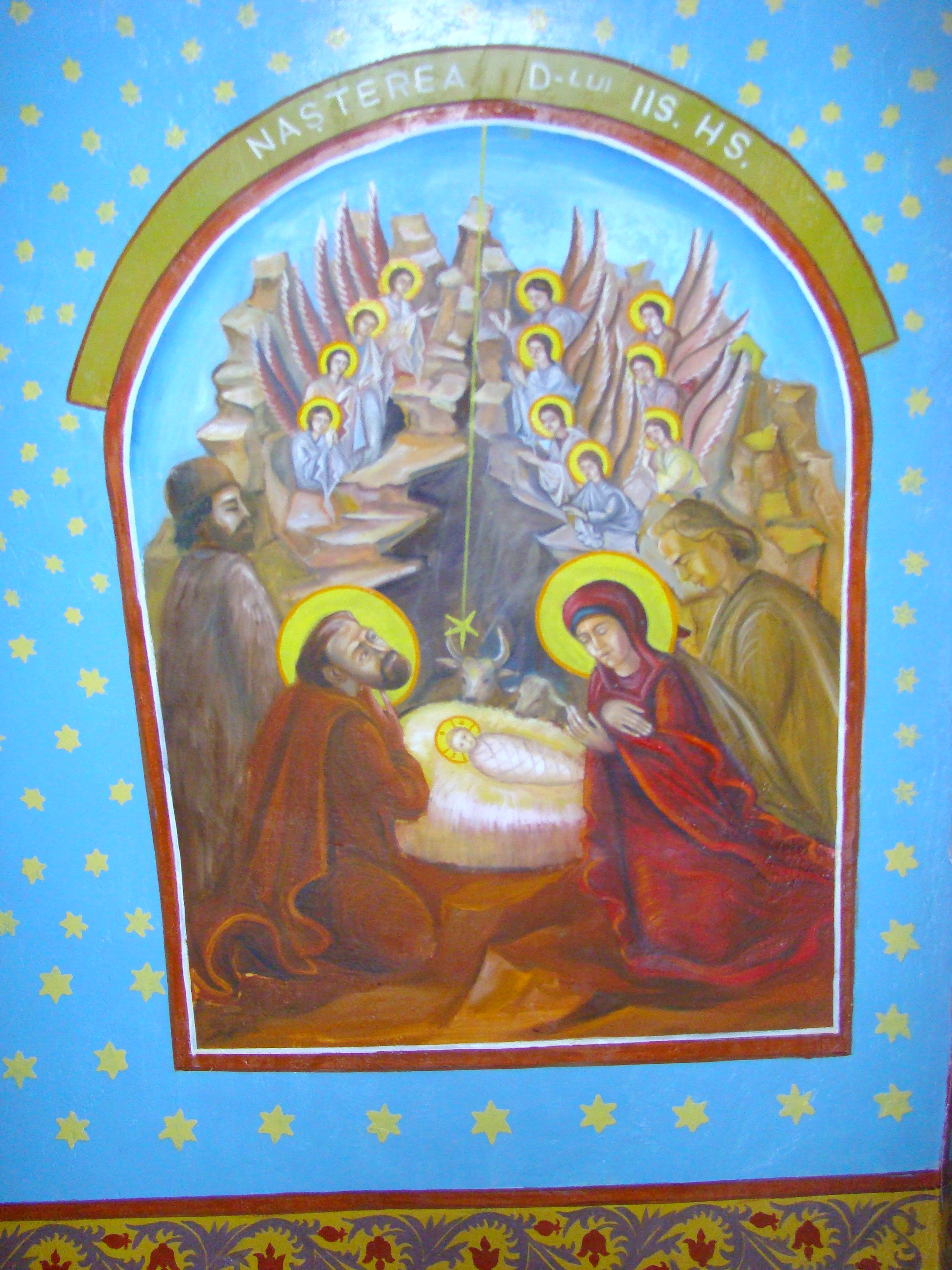
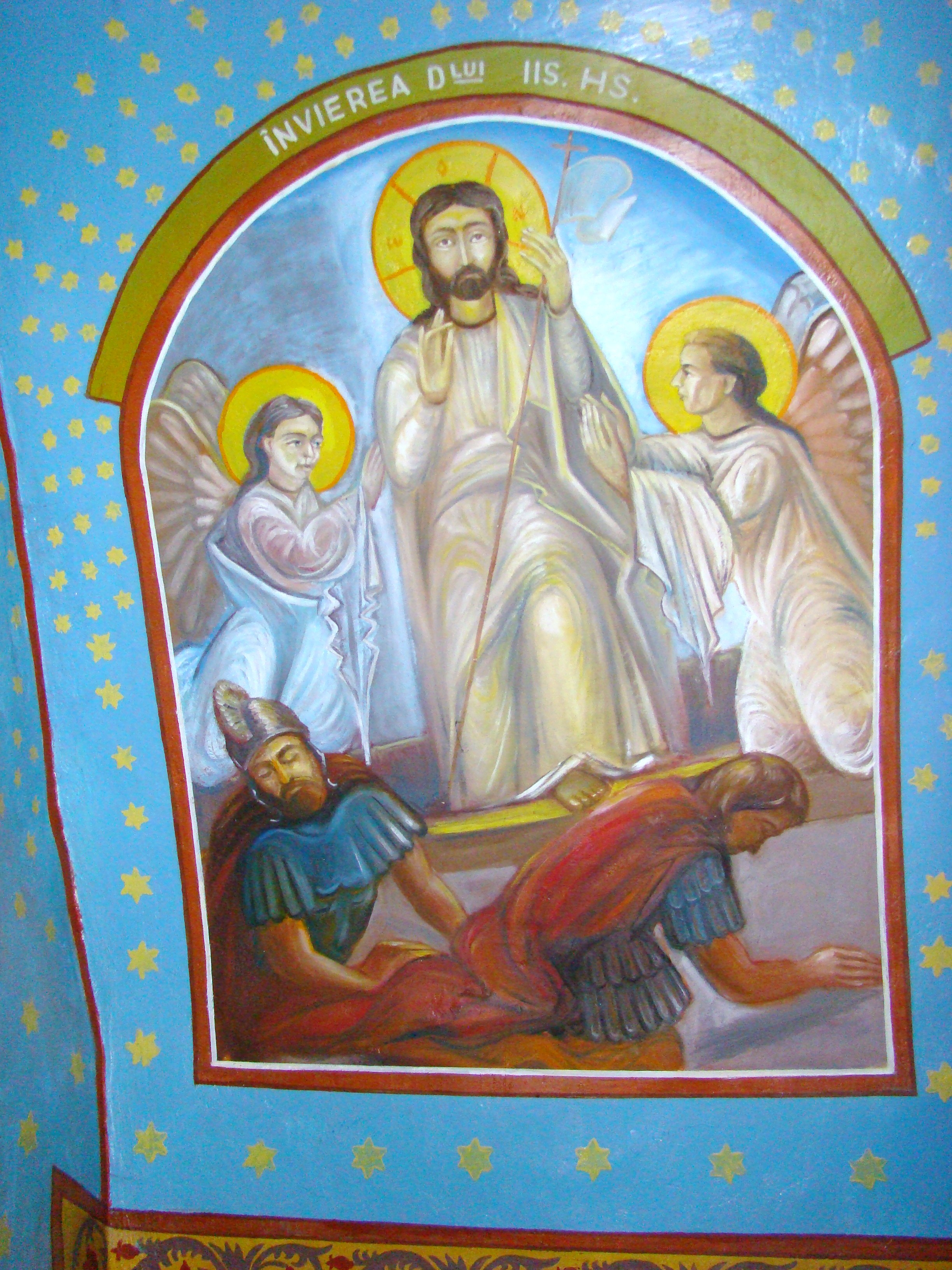
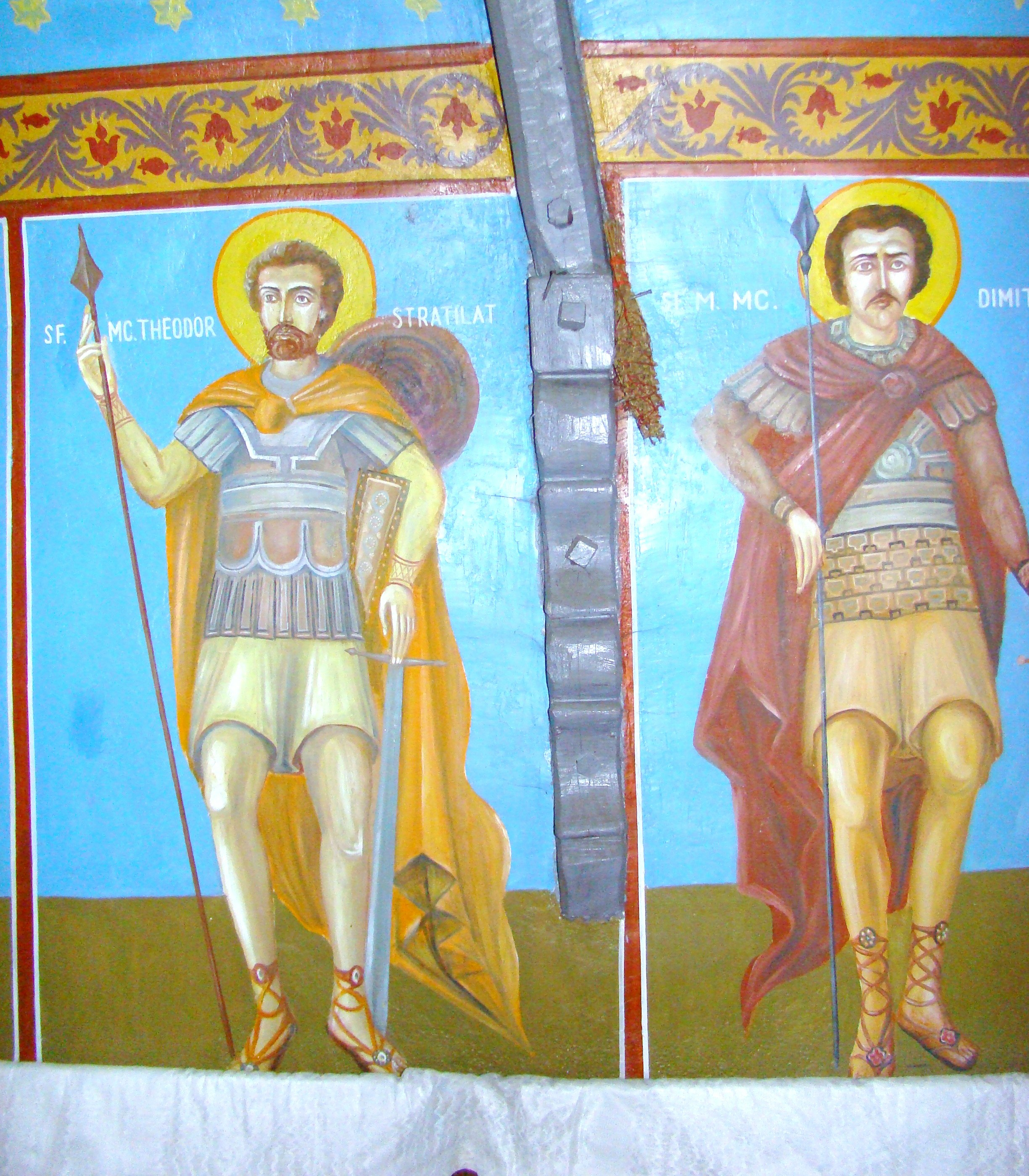
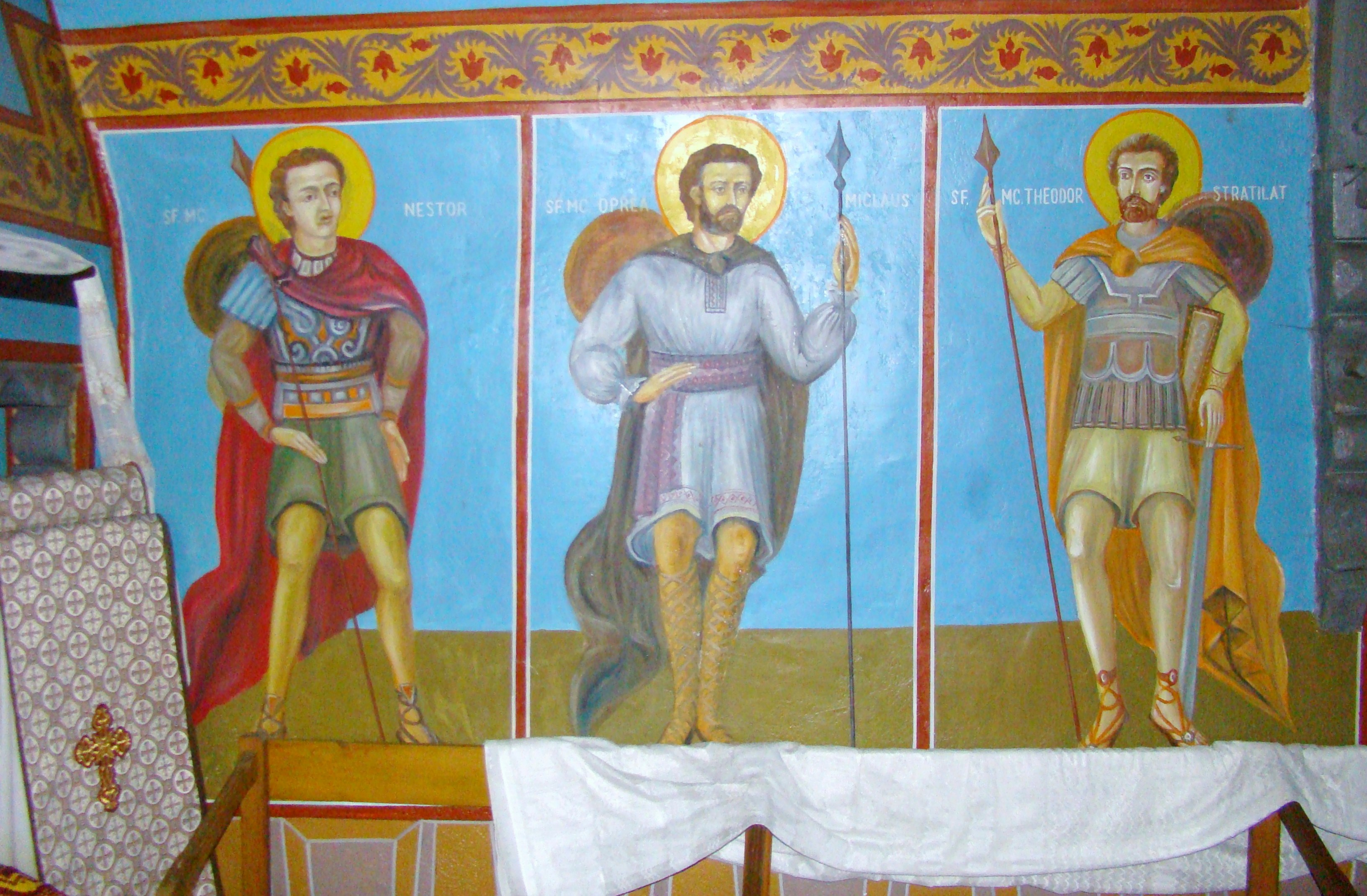
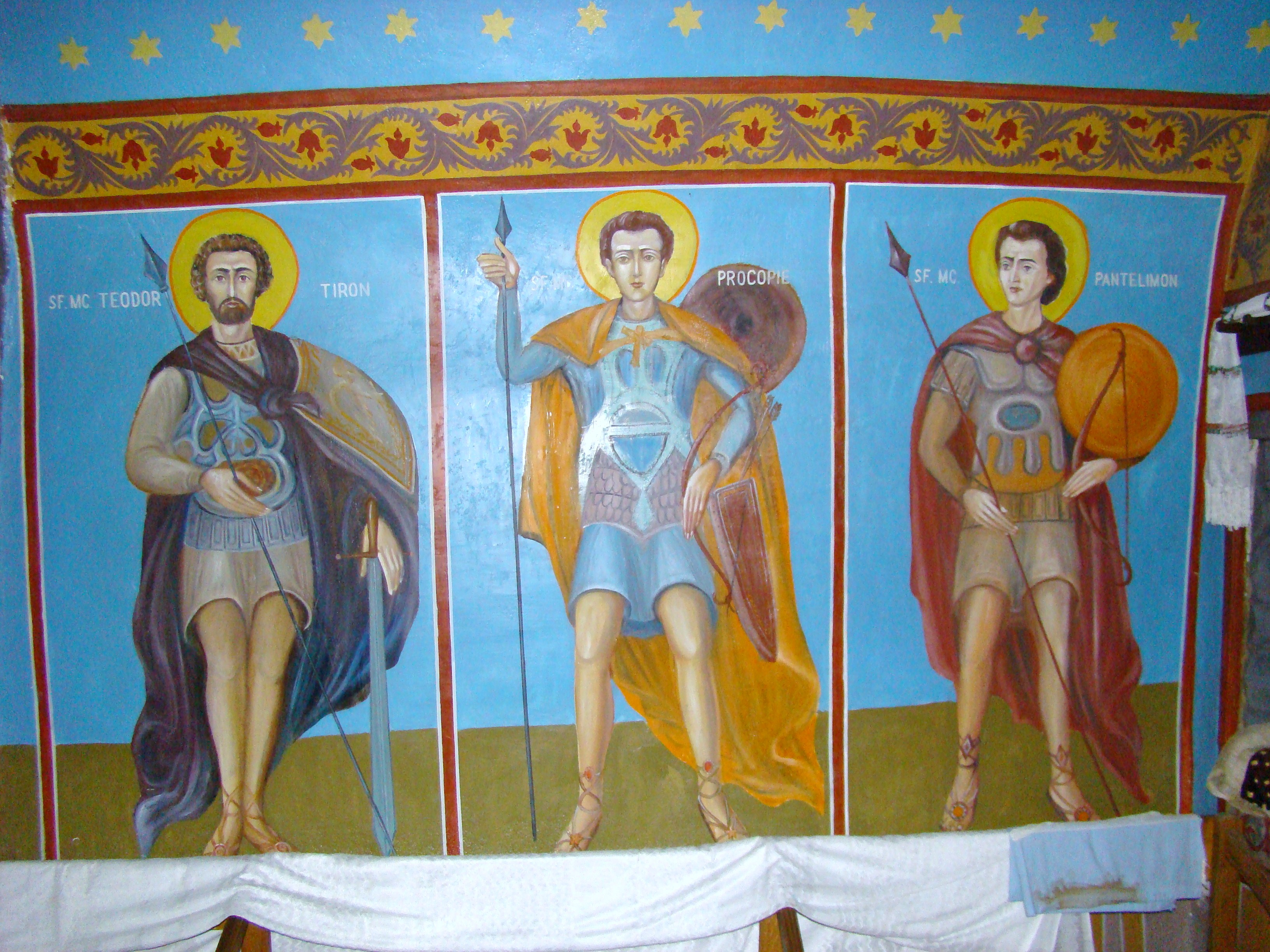
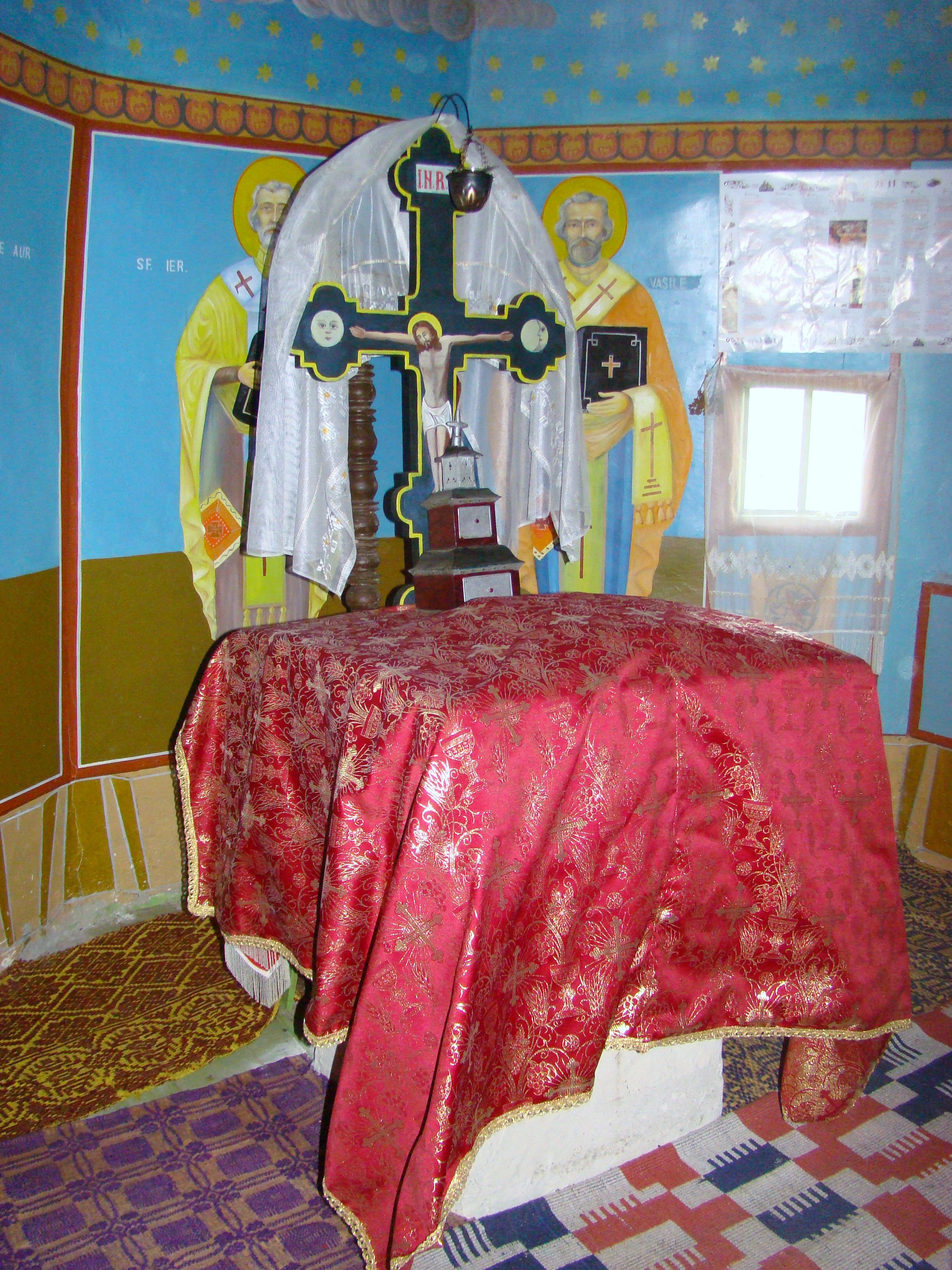
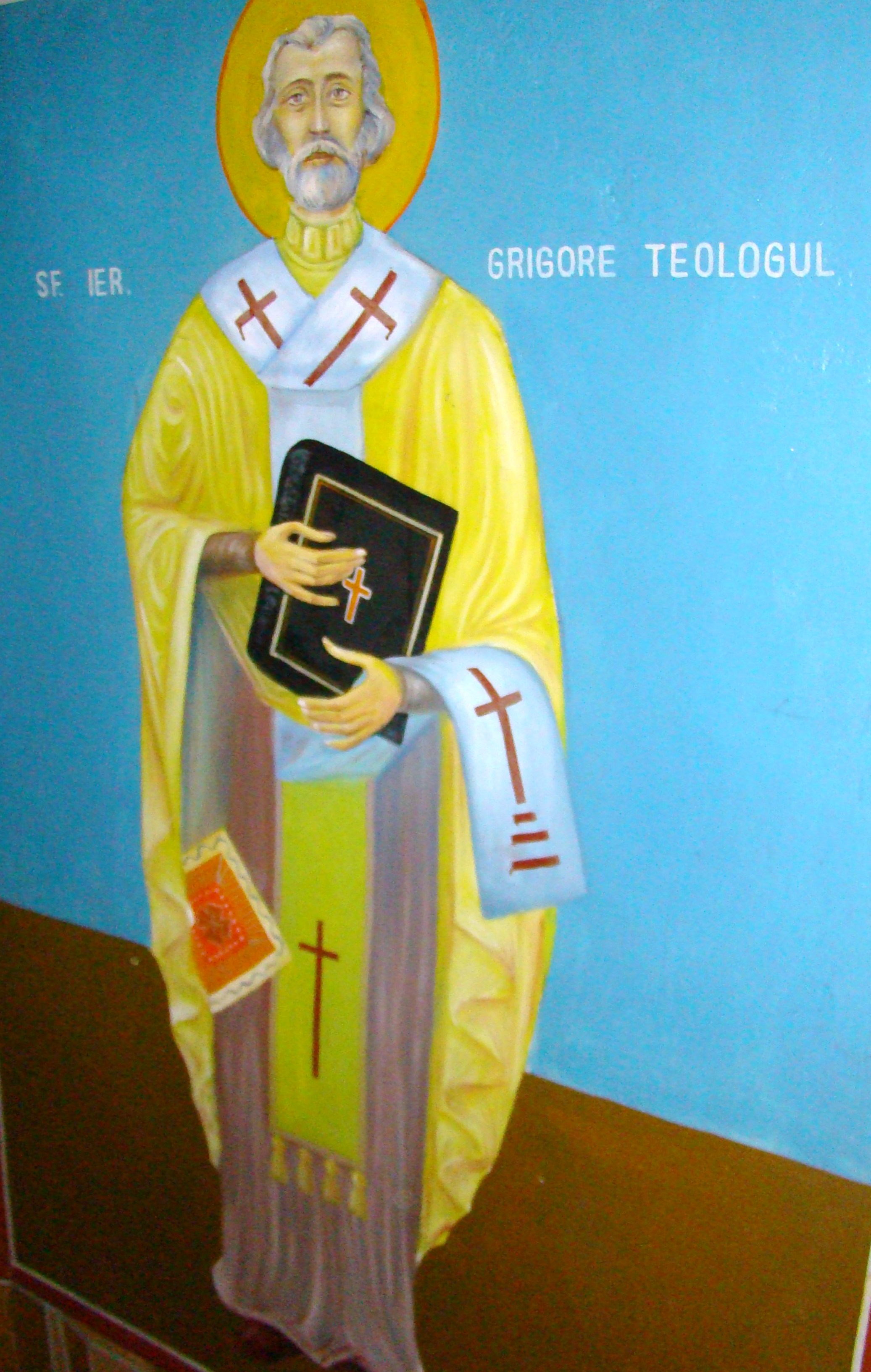
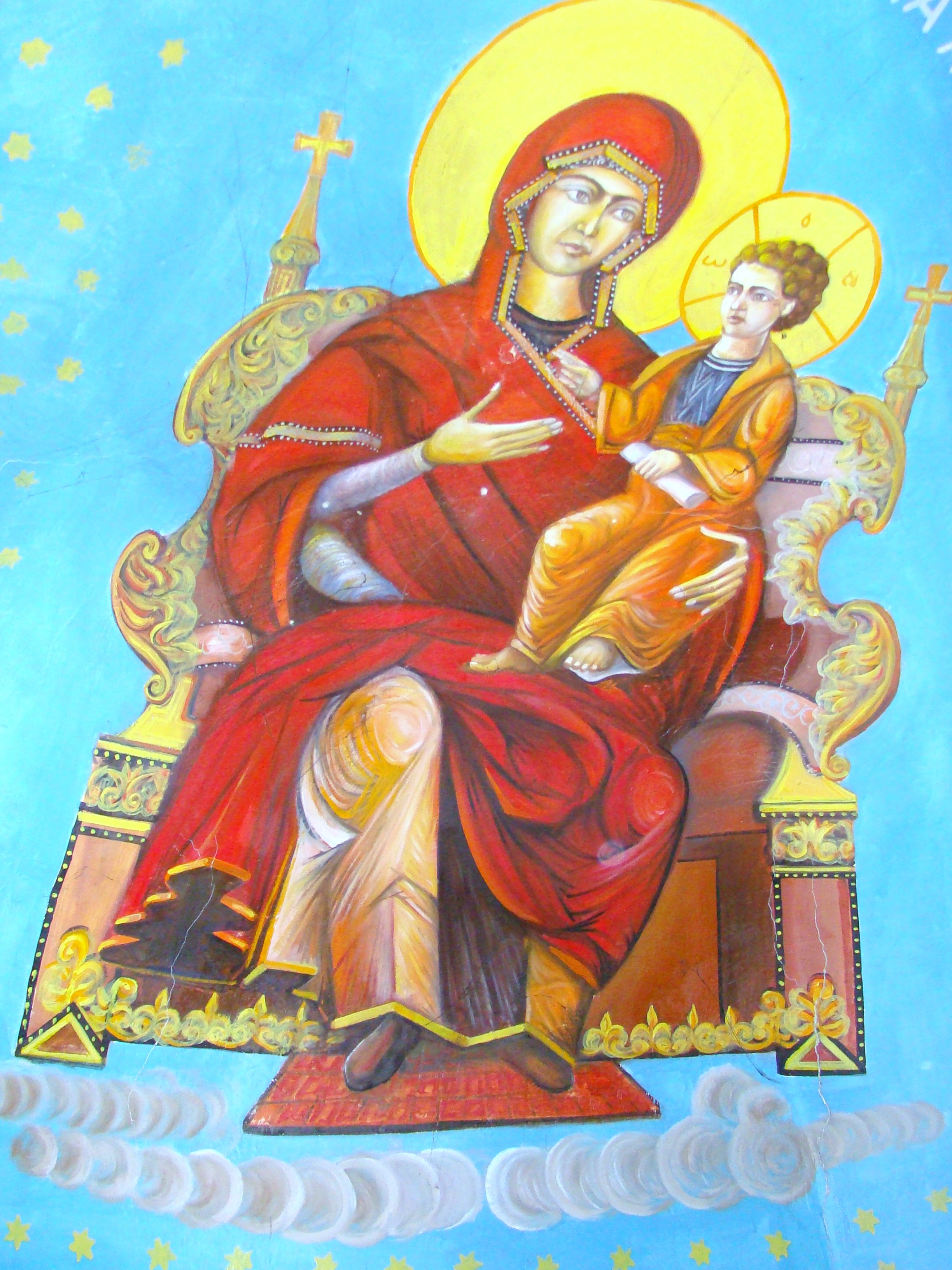
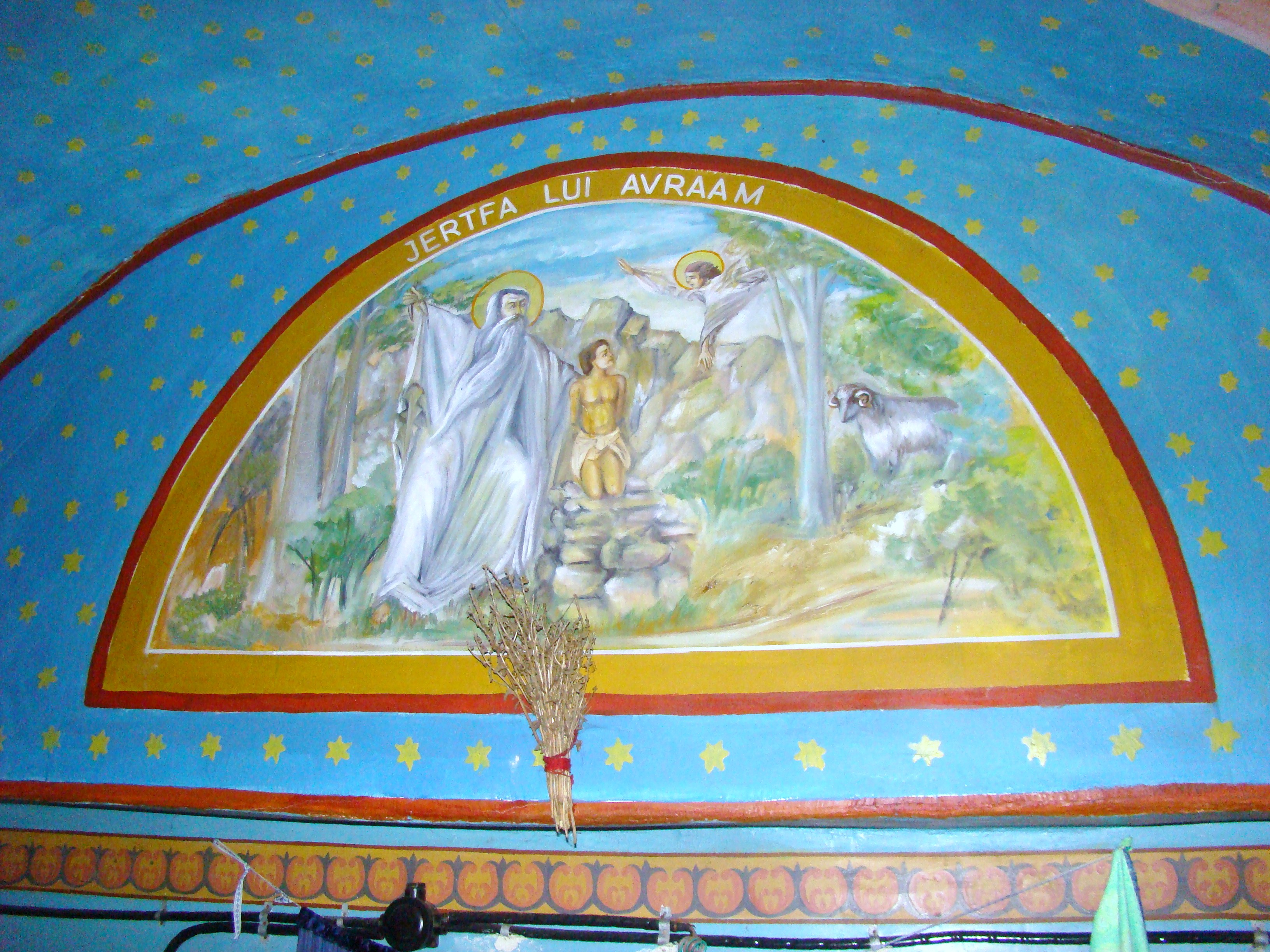
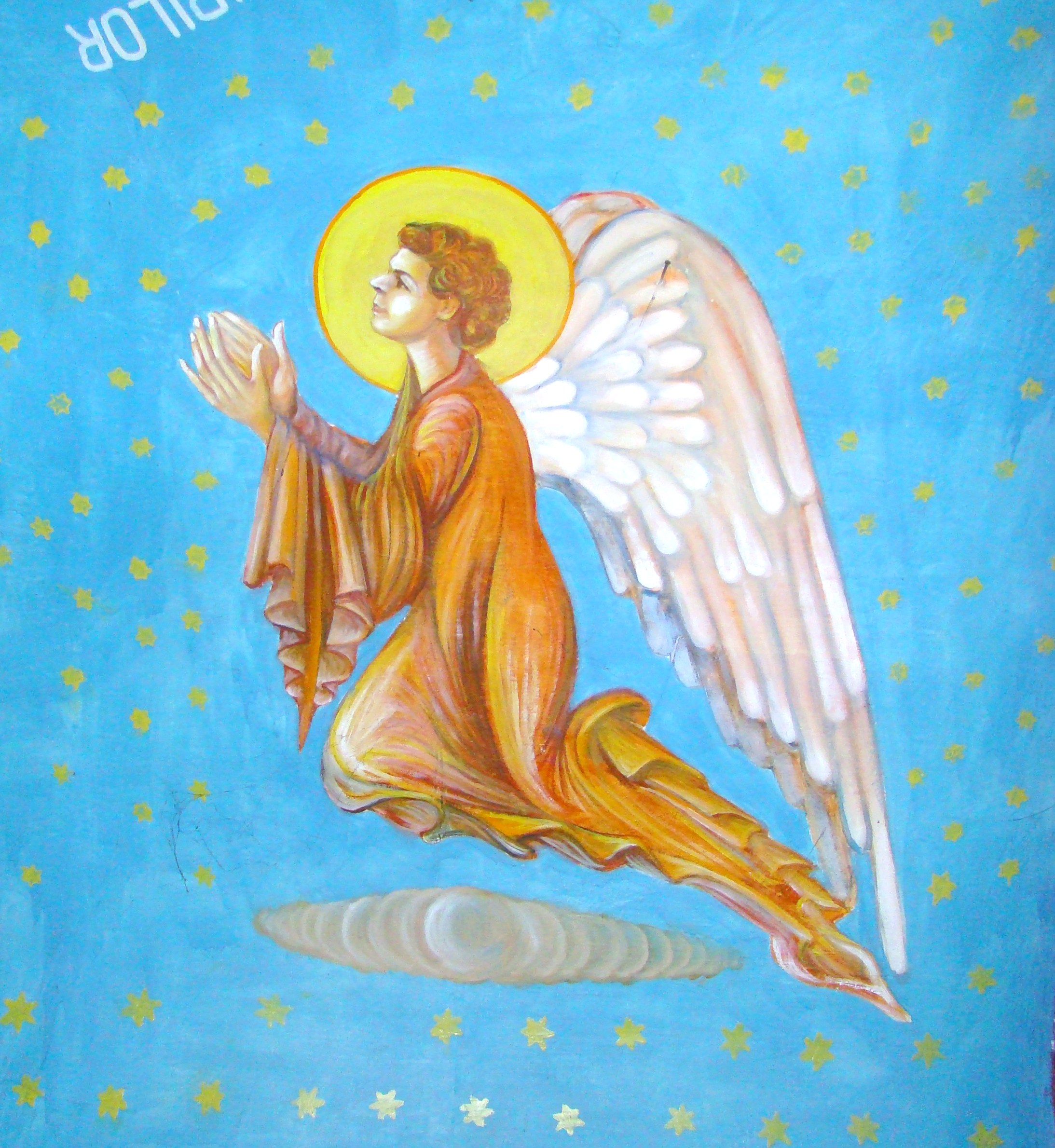
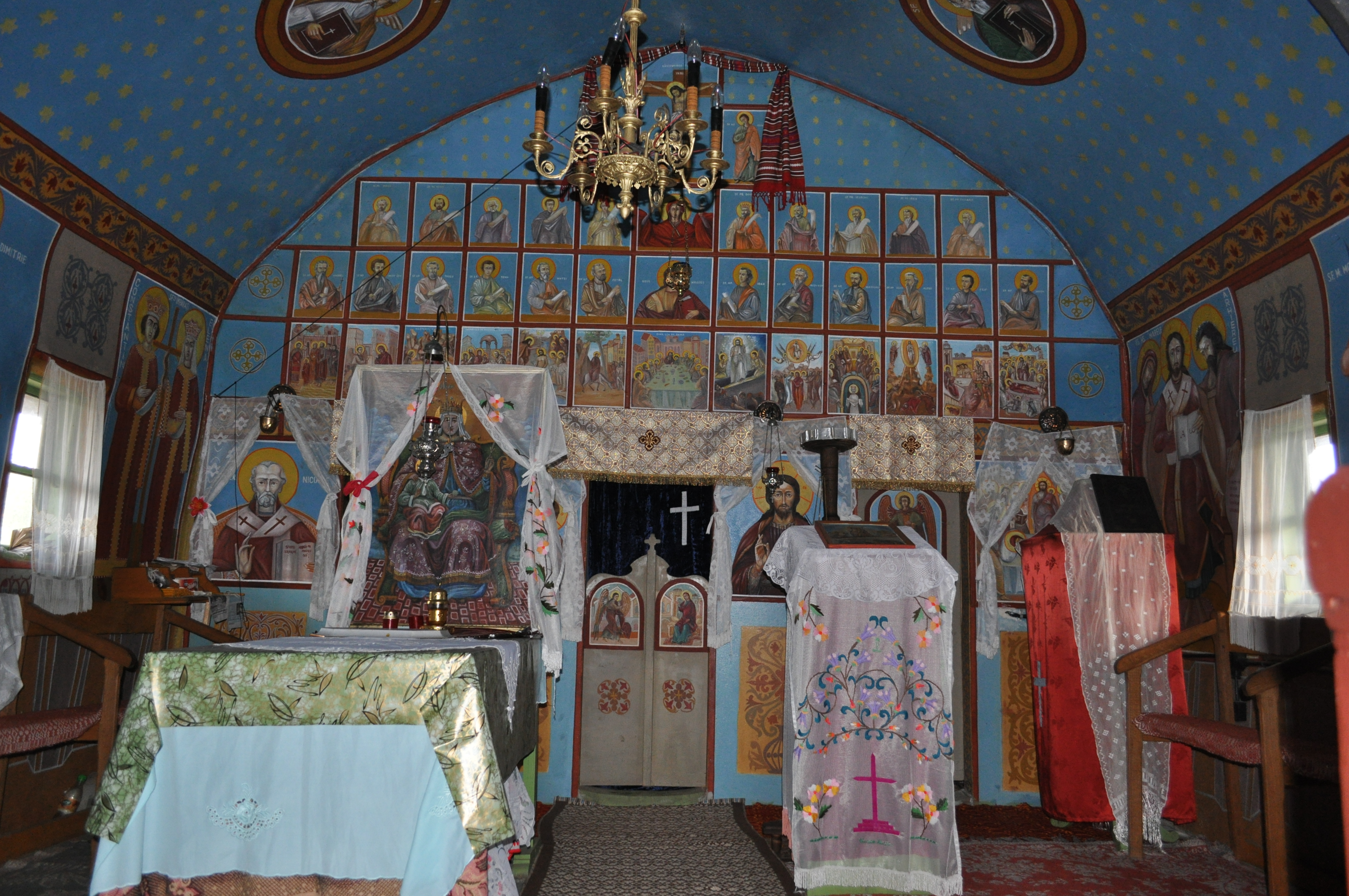
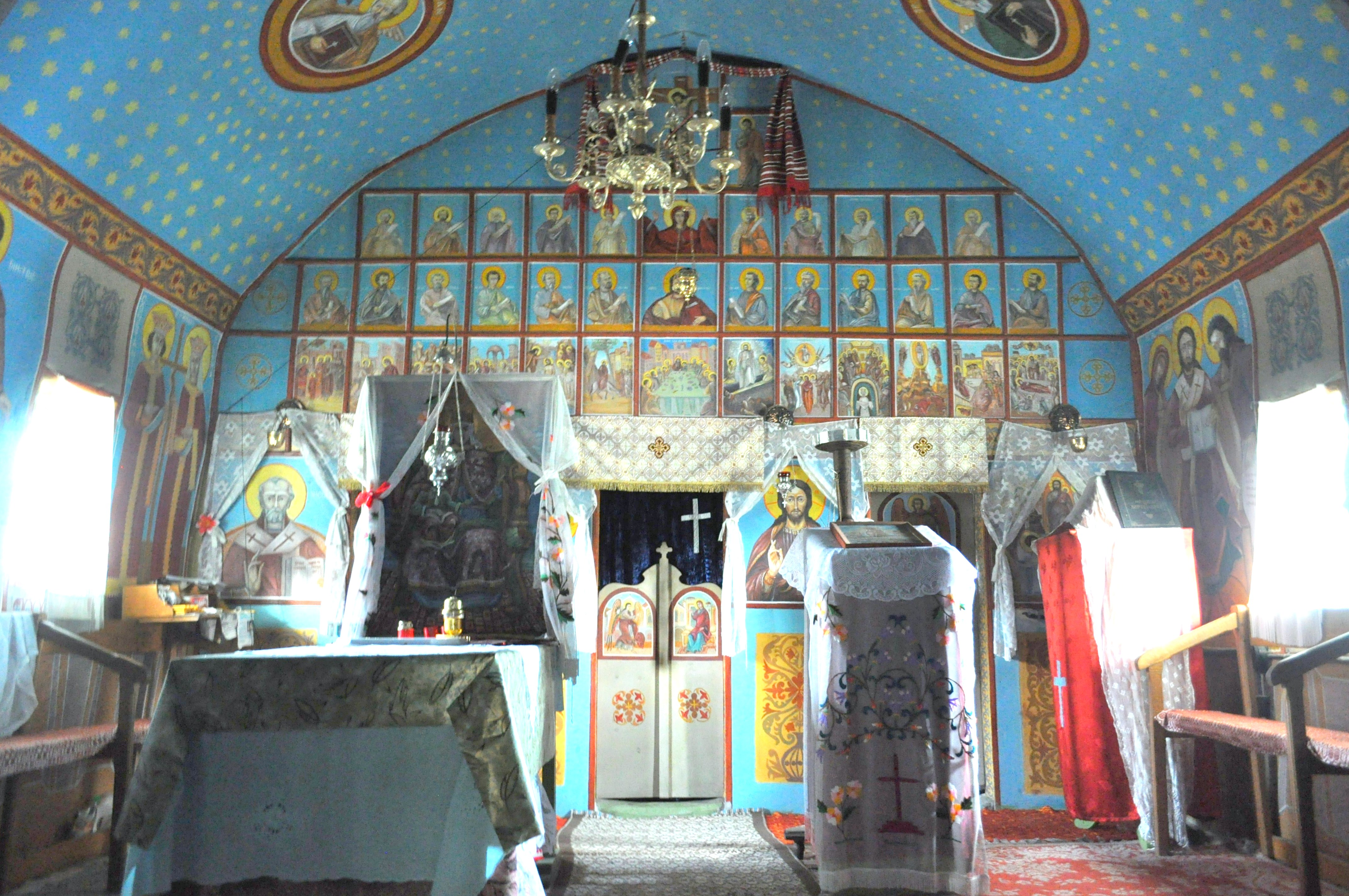